# Меркава
«Меркава́» (ивр. מרכבהо файле‎ — «колесница») — комбинация основного боевого танка и бронетранспортёра, разработана и производится в Израиле. Первый серийный танк «Меркава Mk.1» был произведён в 1979 году. Последней модификацией танка является «Меркава Барак», представленная в 2023 году.

## История создания

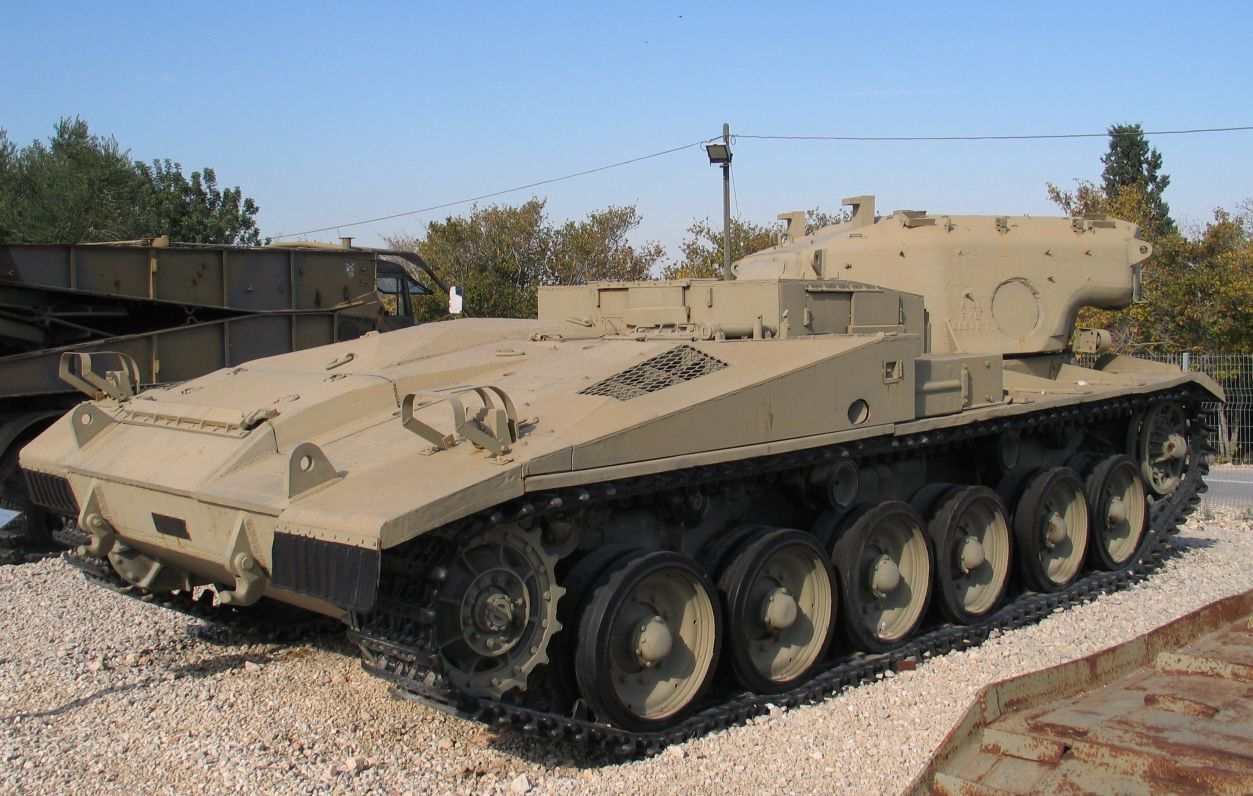
Прототип Merkava с башней от «Центурион»

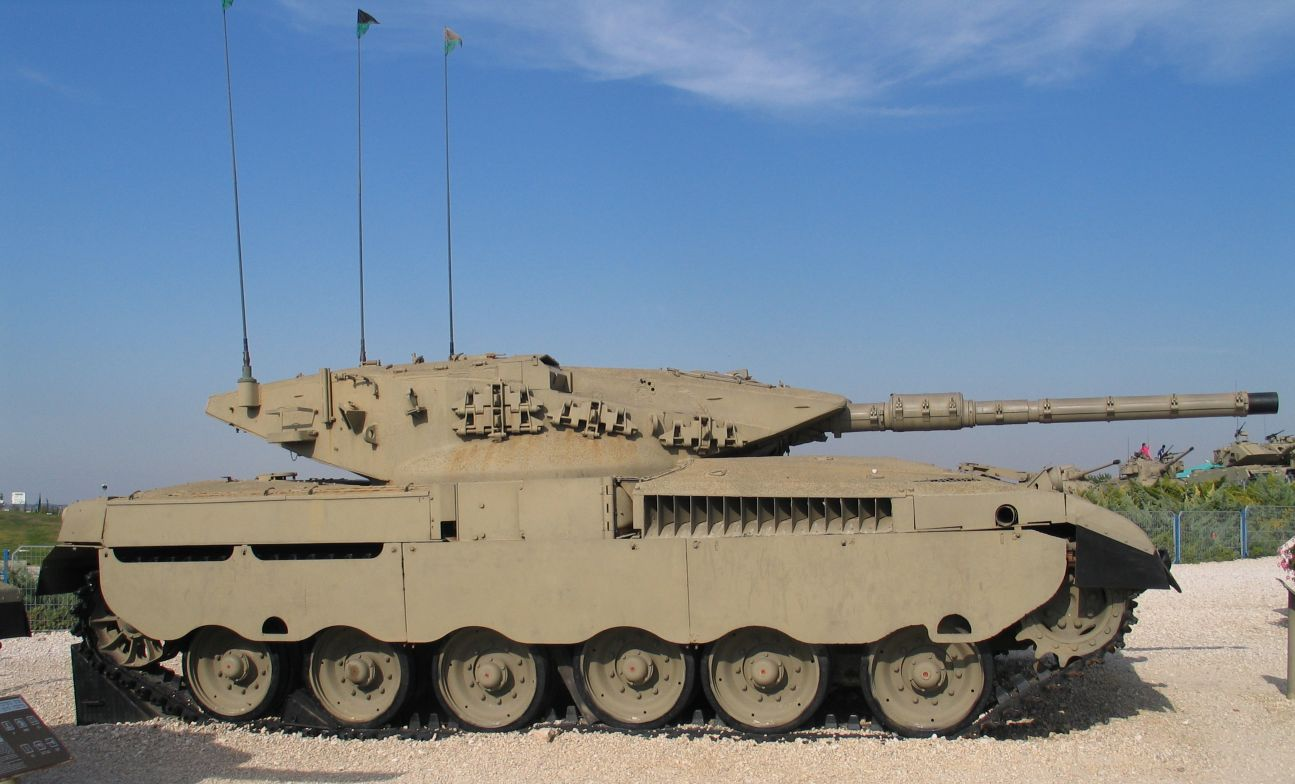
«Меркава» Mk.1

Программа разработки танка «Меркава» была утверждена в августе 1970 года, вскоре после отказа Великобритании продать Израилю танки «Чифтен». Работы по проектированию возглавил генерал-майор Исраэль Таль, что необычно для мировой практики танкостроения, поскольку Таль был не инженером, а боевым офицером, участником всех арабо-израильских войн. Стальной макет танка был изготовлен уже в апреле 1971 года, в течение 1972-го отрабатывалась концепция переднего размещения моторно-трансмиссионного отделения (МТО) на переделанном танке «Центурион». В декабре 1974-го были построены два первых опытных образца. Первые 4 серийных танка были переданы АОИ в апреле 1979-го, а в октябре того же года «Меркава Mk.1» был официально принят на вооружение.

### Конструкция
Танк изначально задумывался как комбинация танка и бронетранспортёра, поэтому его компоновка копирует советскую БМП: двигатель и трансмиссия расположены в передней части корпуса, но не на всю его ширину — слева оставлено место для механика-водителя, а в корме расположен отсек для перевозки шести десантников. Отсек имеет броневую дверь в корме, позволяющую десанту (и экипажу в критических ситуациях) покидать танк сзади.
Корпус и башня

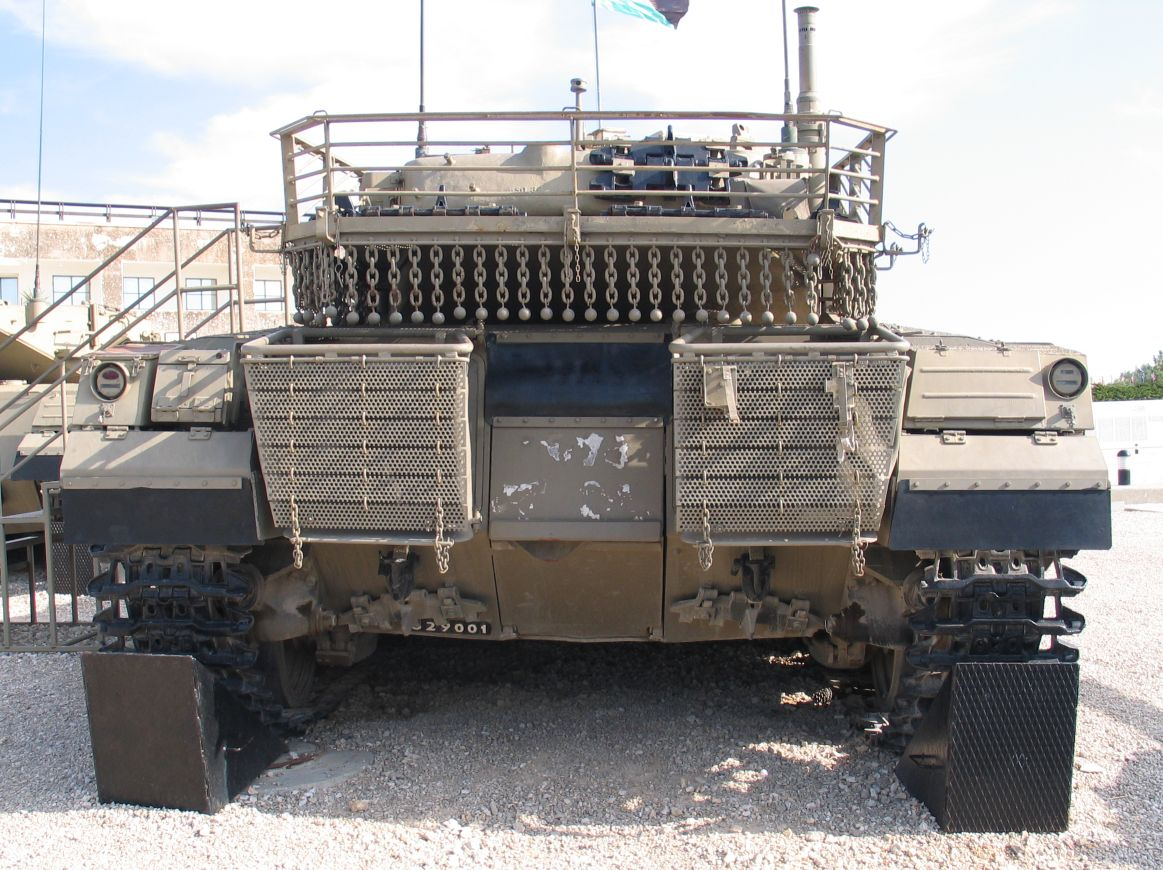
В кормовом бронелисте имеется двустворчатый люк шириной 600 мм для доступа в боевое отделение

Корпус и башня танка Mk.1 — литые, имеют большие углы наклона лобовой брони (до 75—80°). Съёмный верхний броневой лист МТО несколько приподнят по отношению к остальной части корпуса, и его кромка перекрывает нижнюю часть башни при виде спереди, защищая наиболее уязвимый в танке стык между башней и корпусом. В передней части верхнего бронелиста имеется откидная панель для доступа к двигателю и проведения на нём простейших регламентных работ. Поперечная бронеперегородка установлена внутри корпуса непосредственно перед двигателем, пространство между переборкой и лобовой деталью занято топливными баками. Ещё одна переборка из брони отделяет двигатель от боевого отделения.
Моторно-трансмиссионное отделение смещено к правому борту корпуса, слева от него расположено отделение управления. У механика-водителя установлены три неподвижных перископических прибора, причём средний может заменяться бесподсветочным прибором ночного видения. Из-за значительного смещения его рабочего места к левому борту и незначительного угла наклона верхнего бронелиста МТО обзор механика-водителя вправо сильно ограничен. Механик-водитель попадает на своё место или через кормовой люк и боевое отделение, или через сдвижной люк в верхнем бронелисте корпуса.
Основной запас топлива размещён в топливных баках, установленных в задней части бронированных надгусеничных ниш. В надгусеничных спонсонах, имеющих разнесённое бронирование, между бронелистами расположены агрегаты, повреждение которых не ведёт к потере танком боеспособности. В верхней передней части правой и левой надгусеничных ниш находятся решётки для забора воздуха, охлаждающего двигатель. Решётки для выпуска воздуха и отверстие для выброса отработанных газов находятся в боковой части правой надгусеничной ниши. Смешение выхлопных газов с охлаждающим воздухом способствует снижению заметности танка в ИК-диапазоне. Забор воздуха для питания двигателя осуществляется через решётку из зоны за ступенькой верхнего бронелиста МТО с правой стороны башни.
Башня танка «Меркава» имеет клинообразную форму, что способствует рикошету снарядов при обстреле с передней полусферы. Броня башни разнесённая, в промежутке между стенками устанавливаются дополнительные защитные элементы. К кормовой нише башни крепится большая корзина.
В башне находятся три члена экипажа. Рабочее место наводчика расположено справа от пушки. У наводчика установлен оптический прицел с 8-кратным увеличением и встроенным лазерным дальномером и перископический смотровой прибор. Перед оптической головкой прицела к поверхности башни приварены специальные рёбра, способствующие рикошету пуль и осколков снарядов. Информация о дальности до цели от лазерного дальномера поступает в баллистический вычислитель. Данные о скорости цели, углах крена, атмосферных условиях (скорость ветра, давление, температура) вводятся в вычислитель автоматически, а о типе снаряда и износе канала ствола — вручную. Датчики атмосферных параметров установлены на выдвижной телескопической мачте, расположенной слева в кормовой части башни.
Командир располагается сзади наводчика, его сиденье приподнято по отношению к сиденью наводчика. У командира установлен панорамный оптический прицел с переменным увеличением (от 4× до 20×). Прицел командира имеет отводы дневной и ночной оптических ветвей от прицела-дальномера наводчика, благодаря чему он может давать последнему целеуказание, а при необходимости вести огонь из пушки вместо наводчика. В дополнение к панорамному прицелу вокруг люка командира установлены пять перископических неподвижных смотровых приборов.
Место заряжающего находится слева от пушки. У него установлен один поворотный наблюдательный прибор. При необходимости заряжающий может выполнять функции механика-водителя или наводчика. Оборудование радиосвязи размещается в башне, слева от места заряжающего.
В задней части корпуса расположен отсек для размещения шести десантников (или дополнительного боекомплекта или резервного экипажа. Там же можно установить четверо носилок с ранеными. В кормовом бронелисте имеется двустворчатый люк шириной 600 мм для доступа в боевое отделение. Верхняя часть люка открывается вверх, нижняя — вниз. Тактика использования танка «Меркава» не предусматривает перевозку солдат на поле боя. Стандартным считается экипаж из четырёх человек и размещение в кормовом отсеке боекомплекта.
В боевом и моторно-трансмиссионном отделении смонтирована быстродействующая автоматическая система пожаротушения «Спектроникс». Танк также оснащён системой защиты от оружия массового поражения. Фильтровентиляционная установка коллективного типа установлена в кормовой части корпуса. Доступ к фильтровентиляционной установке осуществляется через дверцу размером 80×80 см, которая находится справа от оси танка в кормовом бронелисте. Левая такая же дверца закрывает отсек с аккумуляторными батареями.
Вооружение

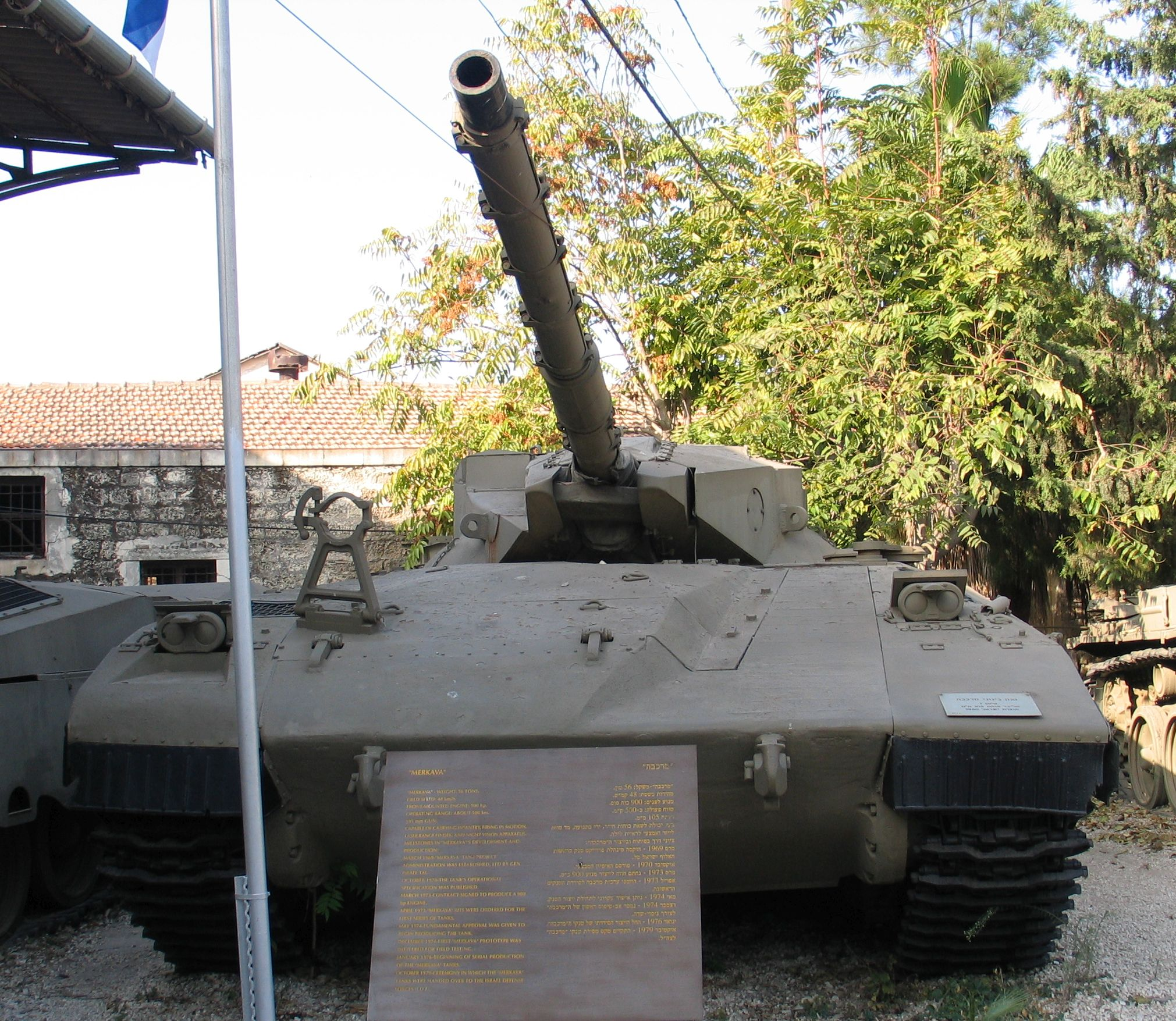
105-мм нарезная пушка M68 на «Меркаве» Mk.1

На «Меркаве» Mk.1 и Mk.2 установлена американская 105-мм нарезная пушка M68 (лицензионный вариант английской L7). Все орудия для «Меркавы» изготовлены на предприятиях «Israel Military Industries» («Израильская военная промышленность»). Углы наведения орудия в вертикальной плоскости от −8,5 до +20°. Ствол снабжён термоизоляционным кожухом, чтобы избежать изгиба оси ствола из-за неравномерного нагрева. Маска пушки, как и на танке «Чифтен», отсутствует. Боекомплект танка составляет 62 выстрела, однако при необходимости (в перегруз) его можно увеличить до 86 выстрелов. В боекомплект входят выстрелы с пятью типами снарядов — оперённым бронебойным подкалиберным, кумулятивным, бронебойно-фугасным, дымовым и снарядом с готовыми поражающими элементами. Большая часть боезапаса (48 выстрелов) расположена в кормовой части корпуса танка в контейнерах из стекловолокна с внутренним резиновым теплоизоляционным покрытием, по четыре снаряда в каждом.
Пушка стабилизирована в двух плоскостях. Приводы разворота башни и наведения орудия в вертикальной плоскости электрогидравлические. Гидроаккумулятор и гидравлический силовой блок размещаются в кормовой нише башни и отделены от боевого отделения бронеперегородкой.
Вспомогательное вооружение включает спаренный с пушкой 7,62-мм пулемёт MAG, выпускаемый в Израиле по бельгийской лицензии. Пулемёт установлен слева от пушки. Ещё два таких же пулемёта смонтированы на кронштейнах рядом с люками командира и заряжающего. Общий боекомплект к пулемётам составляет 10 000 патронов. Над стволом пушки предусмотрена установка дистанционно управляемого пулемёта калибра 12,7 мм; прицеливание крупнокалиберного пулемёта осуществляется с помощью основного прицела наводчика. 60-мм миномёт установлен на левой стороне крыши башни; стрельбу из него ведёт заряжающий из открытого люка. Боекомплект — 30 осколочно-фугасных, дымовых и осветительных мин.
Силовая установка
Двигатель — американский дизель воздушного охлаждения «Теледайн Континентал» AVDS-1790-5A с турбонаддувом. Дизель представлял собой форсированный до 900 л. с. двигатель AVDS-1790, ставившийся на американские танки M60 и израильские «Центурион» и M48. Трансмиссия также американская, Аллисон CD-850-6B, но модернизированная израильскими специалистами, полуавтоматическая, гидромеханическая, с гидрообъёмным механизмом поворота.
Потяжелевший 70-тонный танк пришлось оснастить новым двигателем.
Сейчас[когда?] на танк устанавливается лицензионные версия дизельного двигателя MTU MT883 мощностью 1500 л. с. и трансмиссия RENK RK325.
Как и ранее, мотор и трансмиссия помещались в передней части корпуса, служа дополнительной защитой лобовой проекции.
Ходовая часть

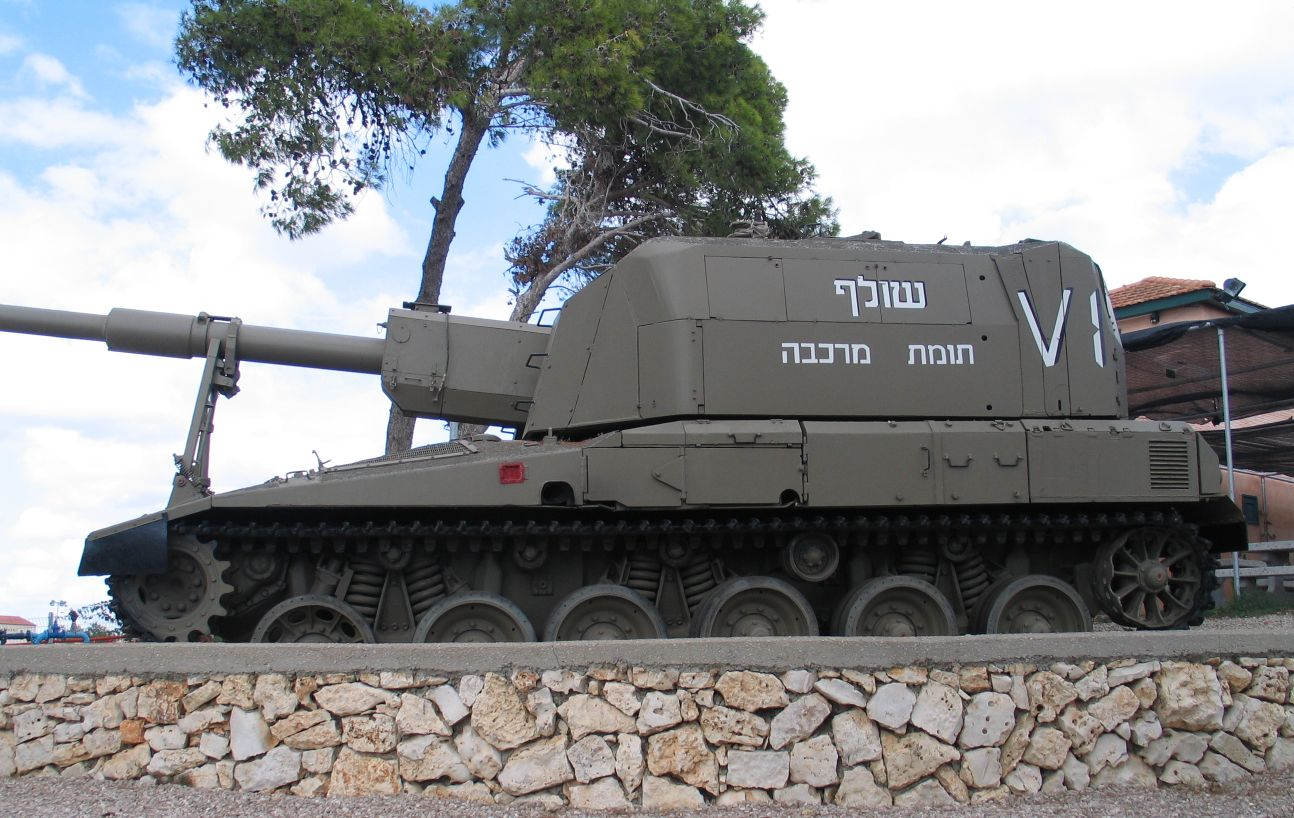
САУ «Шолеф» изготовлена на шасси «Меркавы» — видна независимая пружинная подвеска

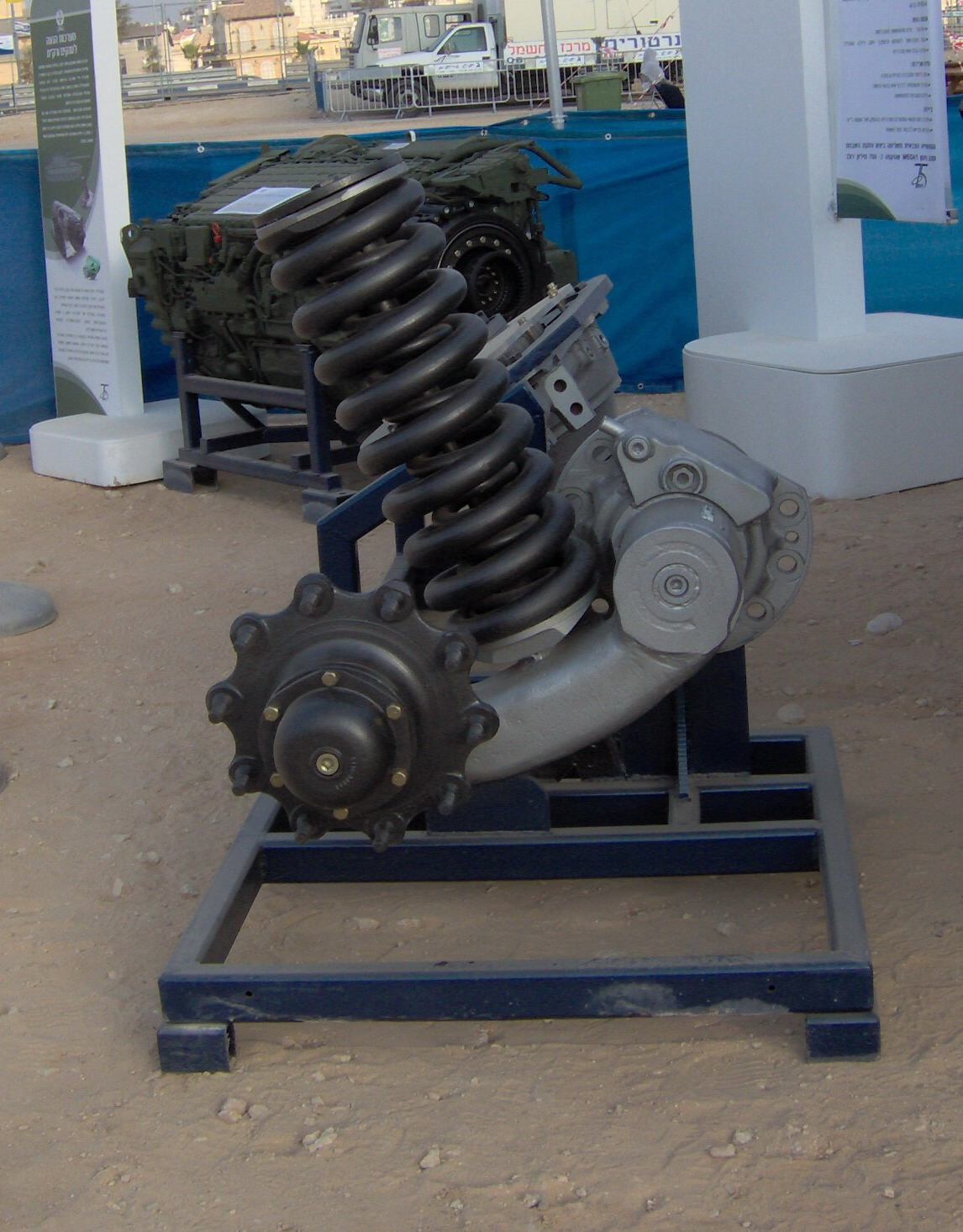
Пружинная подвеска

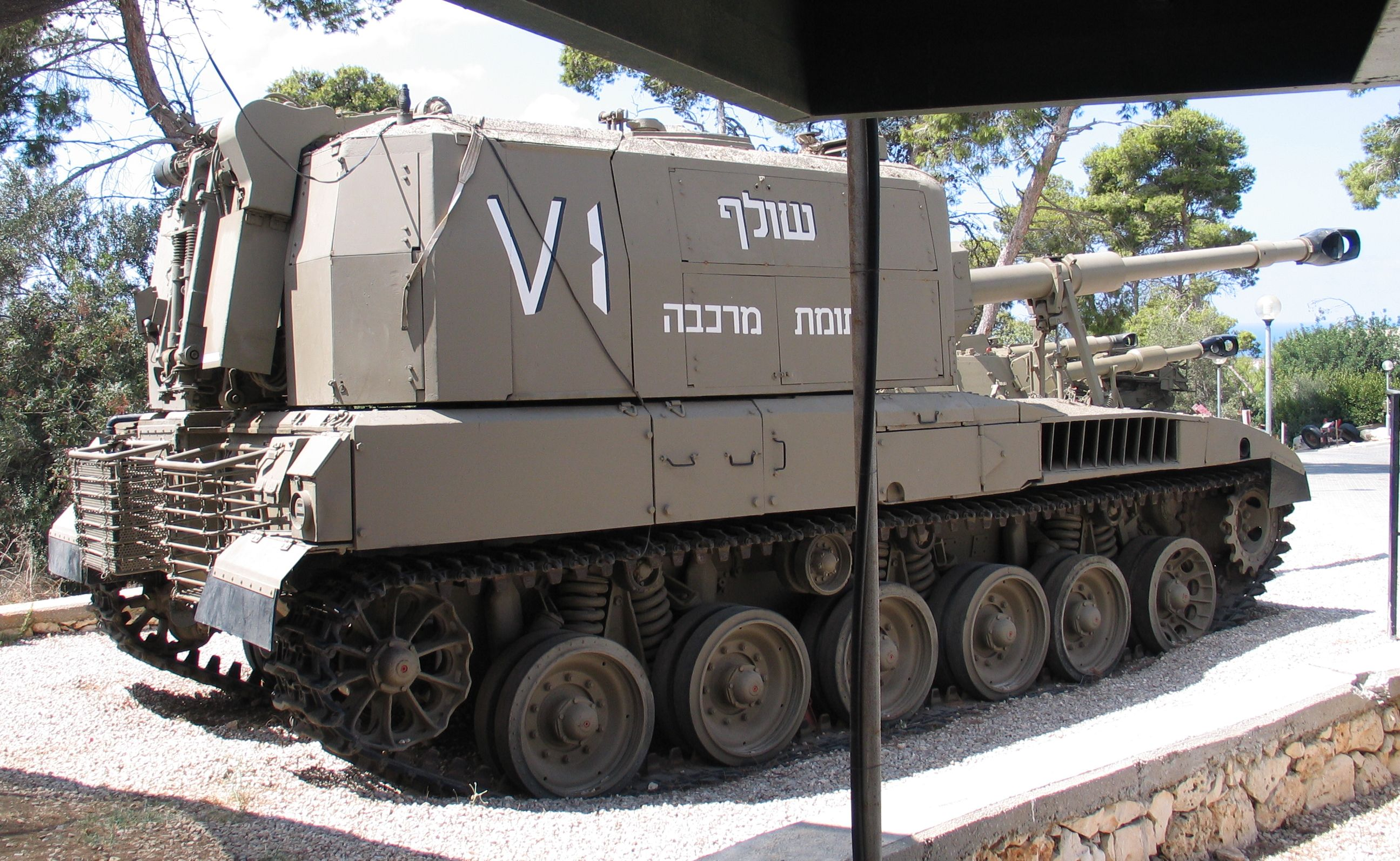
«Шолеф», 155-мм гаубица в Бейт ха-Тотхан, Израиль

Подвеска независимая, пружинная типа Кристи. С каждого борта установлено по шесть обрезиненных опорных катков диаметром 790 мм и по пять поддерживающих роликов: два из них поддерживают верхнюю ветвь гусеницы за удалённую от корпуса часть, а три — за ближайшую. Элементы подвески расположены с внешней стороны корпуса. На двух передних и двух задних узлах подвески смонтированы телескопические гидравлические амортизаторы. Динамический ход опорных катков — 210 мм. Каждый узел подвески крепится к корпусу на четырёх болтах и может быть быстро заменён при выходе из строя вследствие подрыва на мине. Ведущие колёса переднего расположения. Отказ от торсионной подвески позволил выполнить днище корпуса гладким, V-образной формы, что наряду с разнесённым бронированием днища повышает защищённость корпуса при детонации мины. Балансиры нечётных по счёту катков направлены в сторону носа танка, чётных — в сторону кормы, поэтому внешне узлы подвески попарно образуют три тележки, что может ввести в заблуждение, и в некоторых источниках указывается, что подвеска «Меркавы» балансирно-пружинная, хотя на самом деле она независимая.
Гусеницы цельнометаллические, с открытыми шарнирами. Ширина траков — 640 мм, количество траков в гусенице — 110, длина опорной поверхности — 4,52 м. Ходовая часть прикрыта шестисекционными экранами, изготовленными из стальной брони. Экраны могут откидываться вверх для доступа к элементами подвески.

### Производство
Разработка «Меркавы» велась инженерами АОИ, под их же непосредственным контролем осуществляется производство танков.
Серийное производство «Меркава Mk.1» началось в середине 1979 года. Всего было произведено около 250 танков этой модели. Все танки «Меркава Mk.1» были частично модернизированы до уровня Mk.2 («Меркава Mk.1B»). Боеприпасы имели огнестойкую упаковку. В корме имелась механизированная боеукладка на 5 снарядов.
Основная часть узлов и агрегатов танков изготавливается в Израиле частными компаниями по субподряду, однако, за отсутствием полного производственного цикла танкостроения, элементы моторно-трансмиссионной группы, такие как двигательная установка, поставляются из США (аналогичная форма американо-израильского военно-технического сотрудничества наблюдается в секторе производства истребителей «Кфир»). Данная зависимость израильской танкостроительной отрасли от внешних поставок не раз вызывала озабоченность в высших военно-политических кругах Израиля по поводу достижения промышленной автаркии в данной сфере (особенно, на случай прихода к власти в США президентской администрации, настроенной на ухудшение американо-израильских отношений и даже на ввод эмбарго на экспорт отдельных групп товаров), — в этом контексте и велась полемика между двумя основными группами интересов, первая из которых во главе с Ицхаком Рабиным, выступала за всё большую автономизацию национальной военной промышленности, вторая под руководством Шимона Переса, полагала, что достаточно будет диверсифицировать источники поступления отдельных стратегически важных ресурсов и материалов за счёт европейских стран, однако, вопрос этот так и не был решён окончательно. Собственно говоря, само решение на проектирование и создание «Меркавы» в своё время было продиктовано отказом Великобритании продавать Израилю танки «Чифтен» в 1969 г.
Сборка танков осуществляется на государственных предприятиях. Исходно сборка танков велась в сборочных цехах MASHA (латинская транслитерация аббревиатуры на ивр. в знач. «Ремонтно-восстановительные центры службы тыла АОИ»).. Затем, специально для этих целей был создан государственный орган координации работ в сфере танкостроения MANTAK (аббр. «Администрация проекта „Меркава“»).

## Задействованные структуры
В производстве танков Меркава были задействованы следующие частные предприятия — подрядчики:
- Корпус, моторно-трансмиссионная группа, приводы, башня — Urdan Industries;
- Двигательная установка — L-3 Communication Combat Propulsion Systems[англ.] (филиал General Dynamics Land Systems);
- Танковая пушка и боеприпасы — Israel Military Industries;
- Башенный миномёт — Soltam;
- Дополнительное (пулемётное) вооружение, пристрелочный и зенитный пулемёты — FN Herstal;
- Электронные датчики, инфракрасные оптико-электронные приборы — ELTA Systems;
- Система управления огнём — Elbit Systems;
- Система кондиционирования воздуха, бортовая система связи и средства радиосвязи — Tadiran;

- Аппаратура шифрования передаваемой/дешифровки полученной информации — Motorola, Inc.;

- Станция предупреждения о лазерном облучении и обнаружения оптических устройств — El-Op (филиал Elbit Systems), Elisra Group[англ.], Astronautics;
- Боевой модуль, комплекс активной защиты — Rafael Advanced Defense Systems;
- Триплексы — Hagor;

- пуленепробиваемые и огнеупорные материалы — DuPont;

- Гусеничный движитель — Caterpillar;
- Бесщёточный электродвигатель постоянного тока привода башни и боевого модуля — Bental Industries (филиал TAT Technologies[англ.]);
- Катковый минный трал, бульдозерный отвал — Urdan;

- разработаны и изготовлены опытной партией предприятиями оборонно-промышленного комплекса России.

## Модификации

### «Меркава Mk.1»

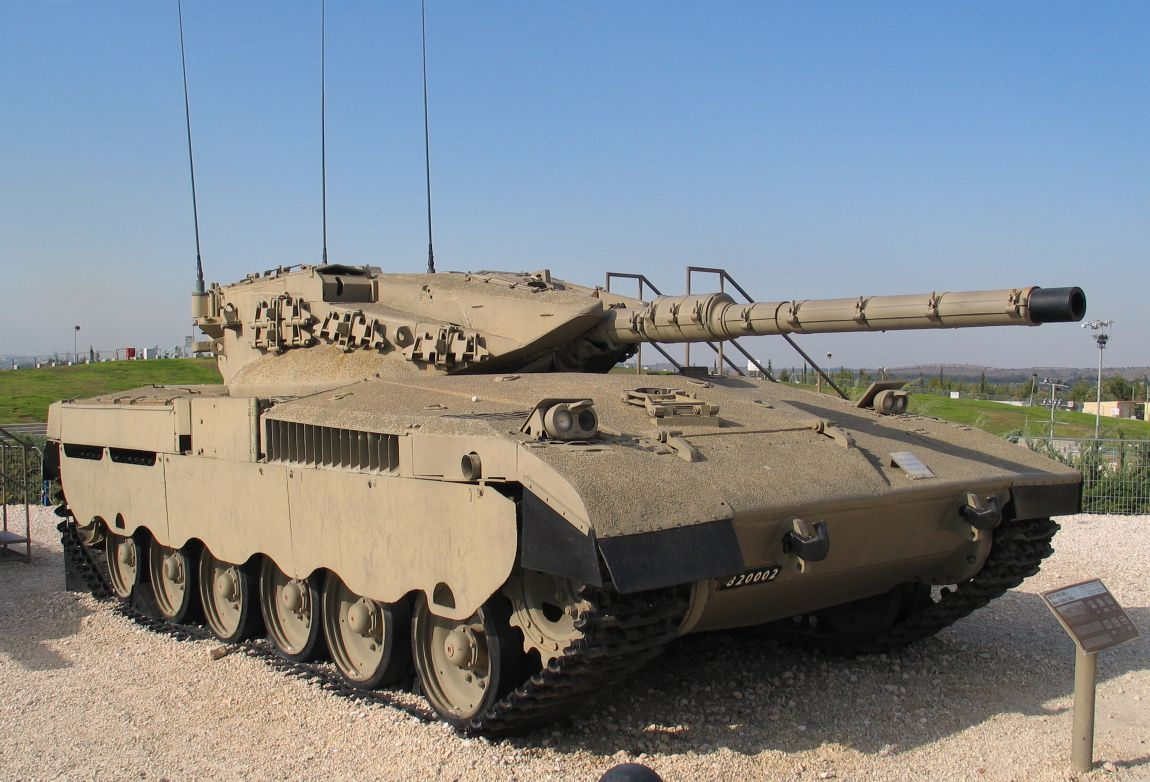
«Меркава» Mk.1 в Музее бронетанковых войск Израиля.

Серийное производство «Меркава Mk.1» началось в 1979, в конце того же года танк был принят на вооружение. Всего было произведено около 250 танков этой модели. Впоследствии они были частично модернизированы до уровня Mk.2 («Меркава Mk.1B»). Масса 60 тонн, орудие М68 105 мм (L7A1 от танка Центурион), бронебойно-подкалиберный снаряд был разработан на основе снаряда из США, с пробитием 150мм/60°/2000 метров. Мощность мотора всего 900 л. с. подвеска пружинная, вне забронированного объёма. Экипаж 4 человека, большое количество приборов наблюдения. Лоб башни площадью 1 м² с острой клиновидной формой и сильным наклоном.

### «Меркава Mk.2»

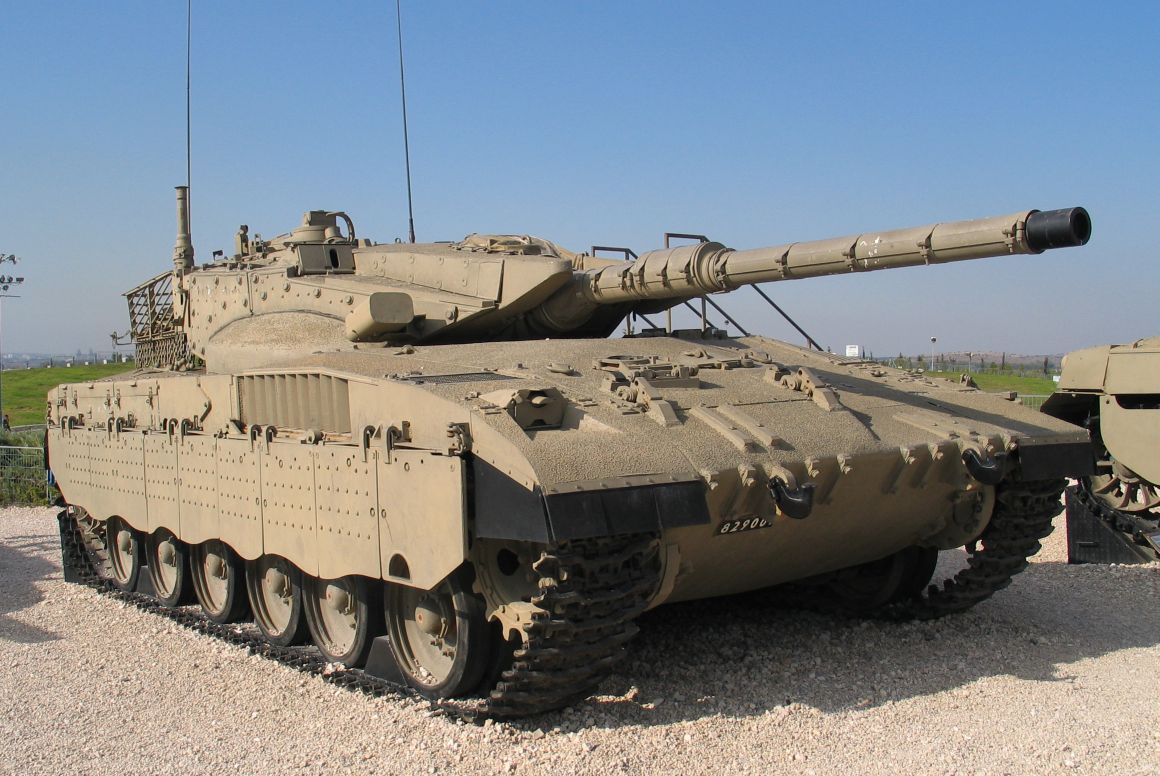
«Меркава» Mk.2 в Музее бронетанковых войск Израиля.

С учётом опыта, полученного в ходе Ливанской войны 1982 года, израильская промышленность в сентябре 1983 года перешла к выпуску модернизированного танка «Меркава Mk.2», который отличается от предшествующей модели усиленной броневой защитой и повышенной проходимостью.
Бронирование башни усилено путём установки накладных экранов с комбинированной бронёй. Стальные бортовые экраны также были заменены экранами с применением брони нового типа. Экраны подвешены на стальных листовых рессорах с целью уменьшения вероятности их потери при движении по сильно пересечённой местности. В нижней части кормы башни по её периметру подвешены металлические цепи с шариками. Они служат своего рода противокумулятивными экранами, предназначенными для уменьшения поражающего действия кумулятивных снарядов и ПТУР, так как боевые части последних срабатывают до встречи с основной бронёй танка. На корму корпуса навешены корзины для имущества, также служащие противокумулятивными экранами. Миномёт перенесён с крыши внутрь башни. Теперь стрельба и заряжание осуществляется изнутри танка.
Полуавтоматическая трансмиссия «Аллисон» CD850-6BX заменена на более надёжную автоматическую трансмиссию израильской фирмы «Ашот». Ёмкость топливных баков увеличена на 25 %. Модернизация ходовой части заключалась в установке на два передних узла подвески гидравлических упоров.
Улучшена система управления огнём за счёт установки более совершенного баллистического вычислителя и нового лазерного дальномера. СУО была разработана израильской фирмой «Элбит» и получила название «Матадор-2». С октября 1984 года в состав СУО включён тепловизор («Меркава Mk.2B»).
Общее количество построенных Mk.2 и Mk.2B оценивается в 550—600 штук.
M111 «Хец» («стрела») — бронебойный оперённый подкалиберный снаряд с вольфрамовым сердечником, созданный специально для танков «Меркава», на дальности 2000 м пробивает 150 мм/60°.
Аналитически броня оценивается лоб башни/корпуса: 350 мм БОПС, 600—650 мм КС.
Полная масса 60 тонн (56 МК1).
Оценка танка. Машина в боевых условиях показала низкую стойкость к РПГ. Вес машины на 50 % больше чем у советских машин аналогичной и большей защищённости более ранних годов выпуска. Наличие миномёта с дальностью стрельбы до 3500 метров существенно повышало боевую эффективность в условиях затяжного малоинтенсивного конфликта. Стойкостью к мощнейшим противотанковым средствам МК2 никогда не обладал, равно как и большинство танков в мире. Производился с 83 по 89 год, состоит на вооружении АОИ.

### «Меркава Mk.3»

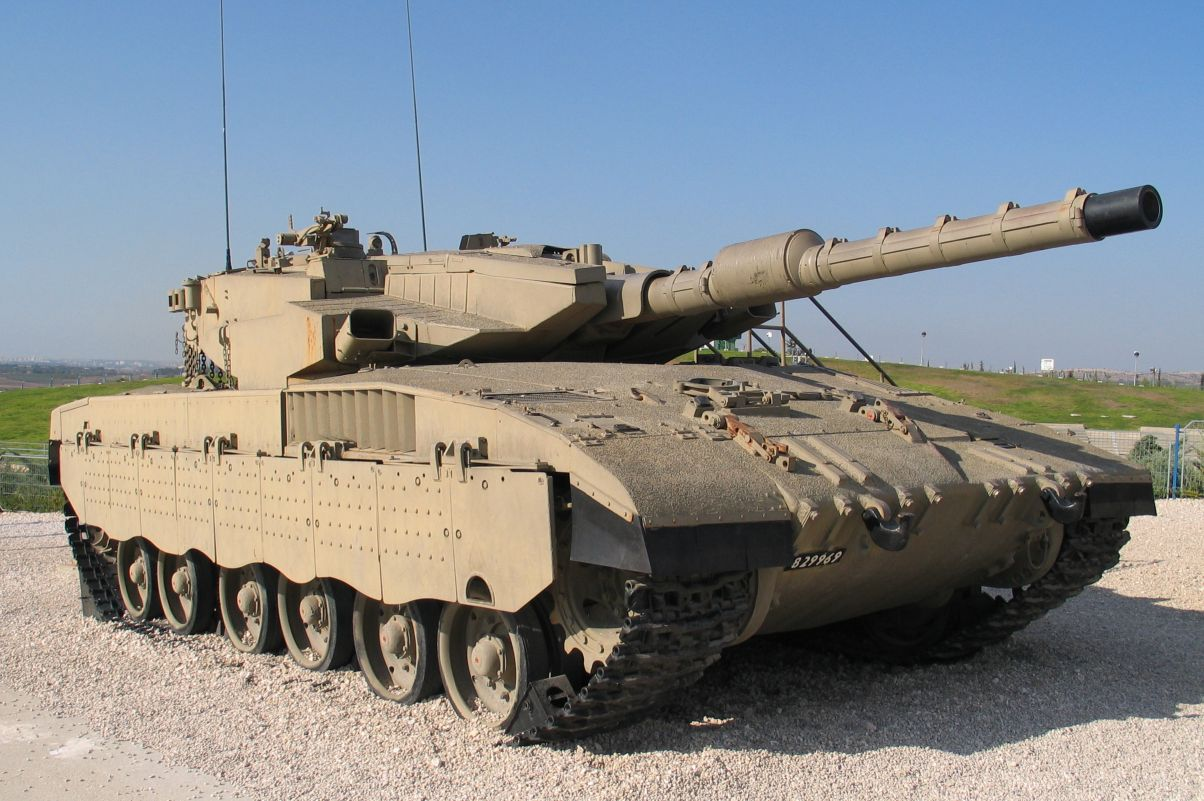
«Меркава» Mk.3 в Музее бронетанковых войск Израиля.

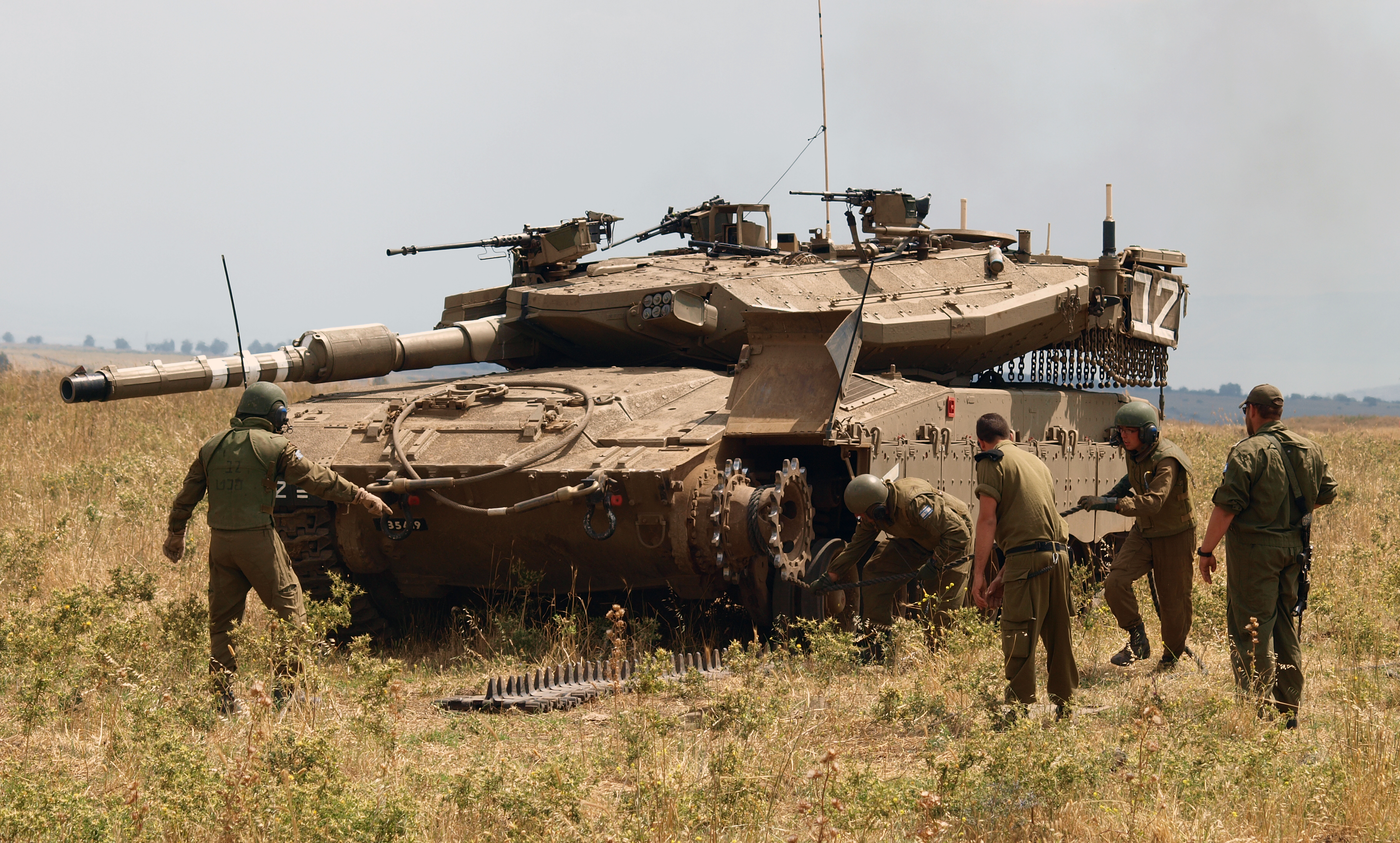
Процедура замены гусеничной ленты на «Меркаве» Mk.3 188-й бронетанковой бригады «Барак» на Голанских высотах. 4 апреля 2013.

Защищённость танка повышена за счёт применения модульной броневой защиты корпуса и башни. Более половины их передних и боковых поверхностей защищены модулями так называемой «специальной брони», которые крепятся к основной конструкции корпуса и башни болтами. Израильские специалисты не объясняют, что представляет собой данная броня. Касаясь, в частности, башни, они сообщают лишь то, что закреплённые на ней болтами модули — это коробки из стальной брони, внутри которых содержатся пакеты «специальной брони». Западные эксперты считают, что «специальная броня» модулей является, видимо, многослойной, пассивного типа.
Защищённость со стороны кормы увеличена путём установки в кормовом бронелисте бронированных топливных баков вместо отсеков фильтровентиляционной установки и аккумуляторных батарей. Трубопроводы горючего от дополнительных баков проведены в межброневом пространстве надгусеничных спонсонов. ФВУ перенесена в кормовую нишу башни, а аккумуляторные батареи устанавливаются в надгусеничных нишах-спонсонах. Также с целью повышения живучести танка гидравлические приводы поворота башни и наведения орудия в вертикальной плоскости были заменены электрическими.
Другим фактором, повышающим выживаемость танка «Меркава Mk.3» на поле боя, явилось применение системы обнаружения лазерного излучения LWS-2. Два широкоугольных датчика системы монтируются по бортам в кормовой части башни, один — над стволом орудия. Три датчика дают суммарный круговой охват, информация об азимуте источника облучения выводится на небольшой дисплей, установленный рядом с рабочим местом командира. Это даёт экипажу танка время на принятие решения об использовании средств маскировки или противодействия при помощи штатного вооружения.
Установка 120-мм гладкоствольной пушки MG251 производства «Israel Military Industries» резко усилила огневую мощь танка. Конструкция пушки во многом аналогична германскому 120-мм танковому орудию Rh-120 и американскому M256, однако система отката ствола после выстрела израильской пушки более компактная. Отличаются также теплоизоляционный кожух ствола и эжектор.
Стандартный боезапас к орудию по сравнению с танками Mk.1 и Mk.2 уменьшен до 46 выстрелов. Выстрелы хранятся в индивидуальных контейнерах, конструкция которых аналогична четырёхснарядным контейнерам, применявшимся на танках предыдущих модификаций. Пять готовых к выстрелу снарядов из 46 находятся в специальном магазине барабанного типа, установленном на вращающемся полике башни. Система подачи выстрелов — полуавтоматическая. Нажатием ножной педали заряжающий поднимает выстрел на уровень казённика и затем вручную досылает его в казённик.
На танке «Меркава Mk.3» применена новая система управления огнём «Матадор-3», созданная израильской фирмой «Элбит». В неё входят стабилизированный комбинированный (дневной и ночной) прицел наводчика со встроенным лазерным дальномером, электронный баллистический вычислитель и датчики условий стрельбы. Прицел командира имеет отводы дневной и ночной оптических ветвей от прицела наводчика. Командир также пользуется широкоугольным поворотным перископом наблюдения. Он может давать наводчику целеуказания, а при необходимости вести огонь из пушки. Система управления огнём сопряжена с двухплоскостным стабилизатором орудия. Отмечается, что наличие этих средств позволяет вести эффективный прицельный огонь с ходу.
В МТО установлен форсированный до 1200 л. с. дизель воздушного охлаждения AVDS-1790-9AR. Увеличение мощности достигнуто в основном за счёт использования турбонагнетателя новой конструкции и усовершенствованной системы охлаждения. В едином блоке с дизелем смонтирована трансмиссия израильской фирмы «Ашот», аналогичная устанавливаемой на «Меркава Mk.2».

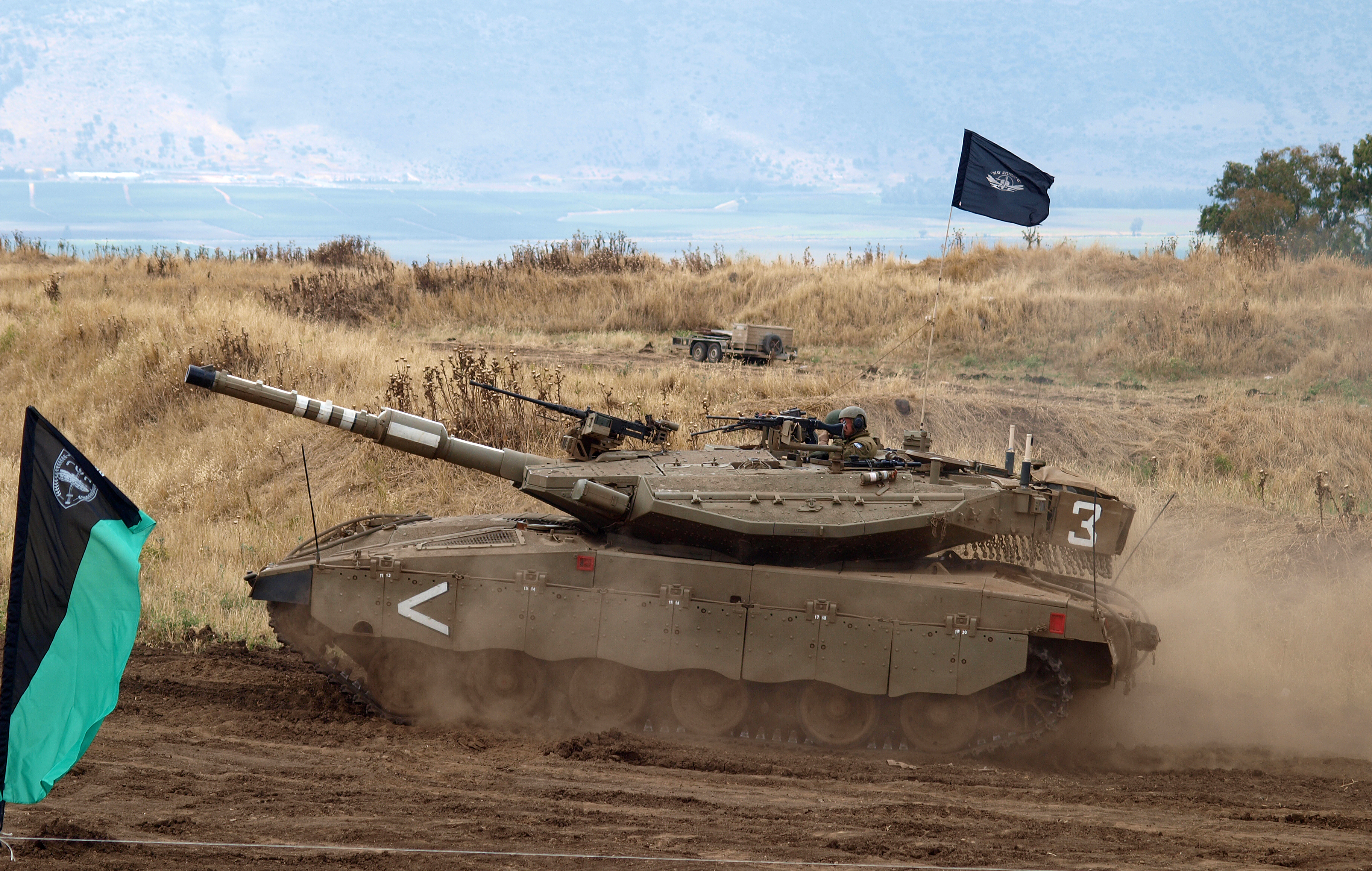
«Меркава» Mk.3 188-й бронетанковой бригады «Барак». 1 сентября 2013

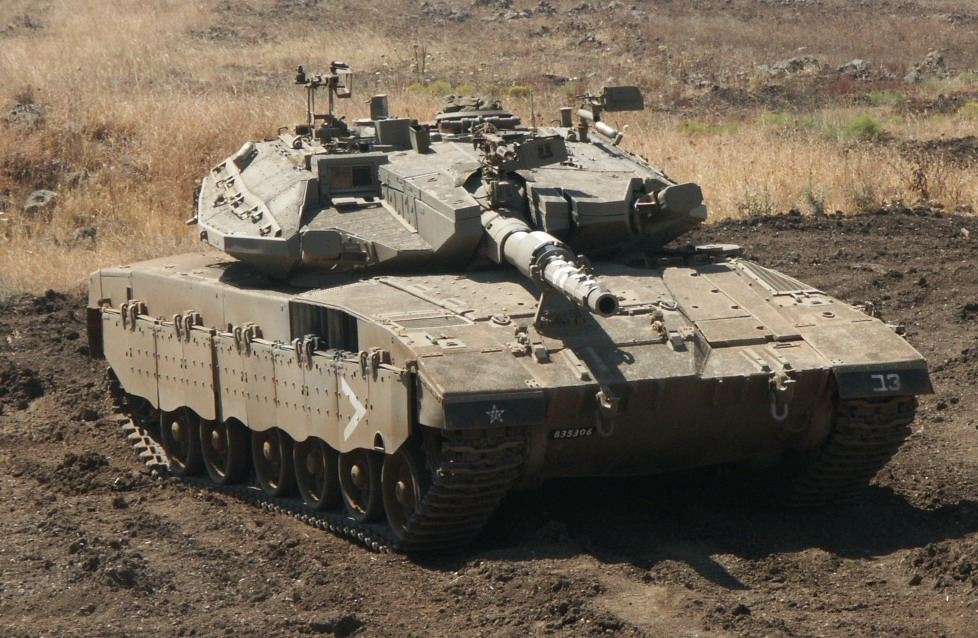
«Меркава» Mk.3D 188-й бронетанковой бригады «Барак»

Пружинная подвеска «Меркавы Mk.3» была значительно улучшена. Качающаяся часть всех балансиров направлена в сторону кормы, что уменьшает жёсткость встречи катков с неровностями. На четырёх опорных катках с каждого борта установлены мощные гидравлические амортизаторы роторного типа, а на передних и задних катках — гидравлические упоры. Динамический ход опорных катков увеличен до 300 мм, полный — 604 мм, что сравнимо с показателями гидропневматических подвесок. Траки гусениц цельнометаллические, с открытым шарниром.
Серийное производство «Меркава Mk.3» началось в апреле 1990 года. С лета 1990 года, в связи с вторжением Ирака в Кувейт, сборка новых танков на некоторое время была свёрнута, а все силы брошены на ремонт имеющейся техники. Серийное производство возобновилось в начале 1991 года.
В 1994 году производство сменилось на модель «Меркава Mk.3B». Основное отличие — усовершенствованное бронирование башни. Также была изменена форма люка заряжающего и изменена установка внутреннего миномёта. Несколько позже был интегрирован кондиционер в систему ФВУ.
В 1996 году началось производство следующей модификации — «Меркава Mk.3B Baz». Основное отличие от Mk.3B — новая СУО «Баз» (коммерческое название — «Knight Mk.3»). Среди прочего, «Баз» способна сопровождать выбранную движущуюся цель в автоматическом режиме (automatic target tracker), что резко повышает вероятность поражения цели и позволяет танку довольно эффективно бороться даже с низколетящими вертолётами, используя обычные снаряды. Кроме этого, в СУО включён независимый панорамный прицел командира.
В 1999 году началось производство последней модификации Mk.3 — «Меркава Mk.3B Baz dor Dalet» или сокращённо «Меркава Mk.3D». Главное отличие — модули брони новой конфигурации, т. н. 4-го поколения, обеспечивающие значительно лучшую круговую защиту башни. Также были применены новые цельнометаллические (вместо обрезиненных) опорные катки.
Всего за 10 лет (1990—2000 гг., с учётом прекращения производства в 1990/1991 гг.) построено 480—680 танков «Меркава Mk.3», то есть темп производства составил около 50 танков в год (при возможности строить не менее 120 машин в год). Танками «Меркава Mk.3» вооружена 188-я регулярная бригада. С 2002 производство остановлено.
Бронестойкость брони в лобовой проекции оценивается башня/корпус 600 БОПС и 1100—1200 мм КС (моноблочных). С середины 90-х ОБТ многих стран получили возможность поражать эквивалент брони 650—750 мм на дальности 2 км.
Масса танка полная 65 тонн. Экипаж 4 и десант 6.
Десантные отделения делают танки серии Меркава уникальными, но при этом сильно повышают их массу и объём при снижении уровня защиты, но в результате одновременно каждый танк представляет собой и штурмовое орудие, дополненное миномётом и пулемётами, и сверхзащищённую БМП, и собственно танк. Такая экономия боевых машин, когда одна единица заменяет две-три, представляется полностью оправданной и определяет оборонительный характер применения.

### «Меркава Mk.4»

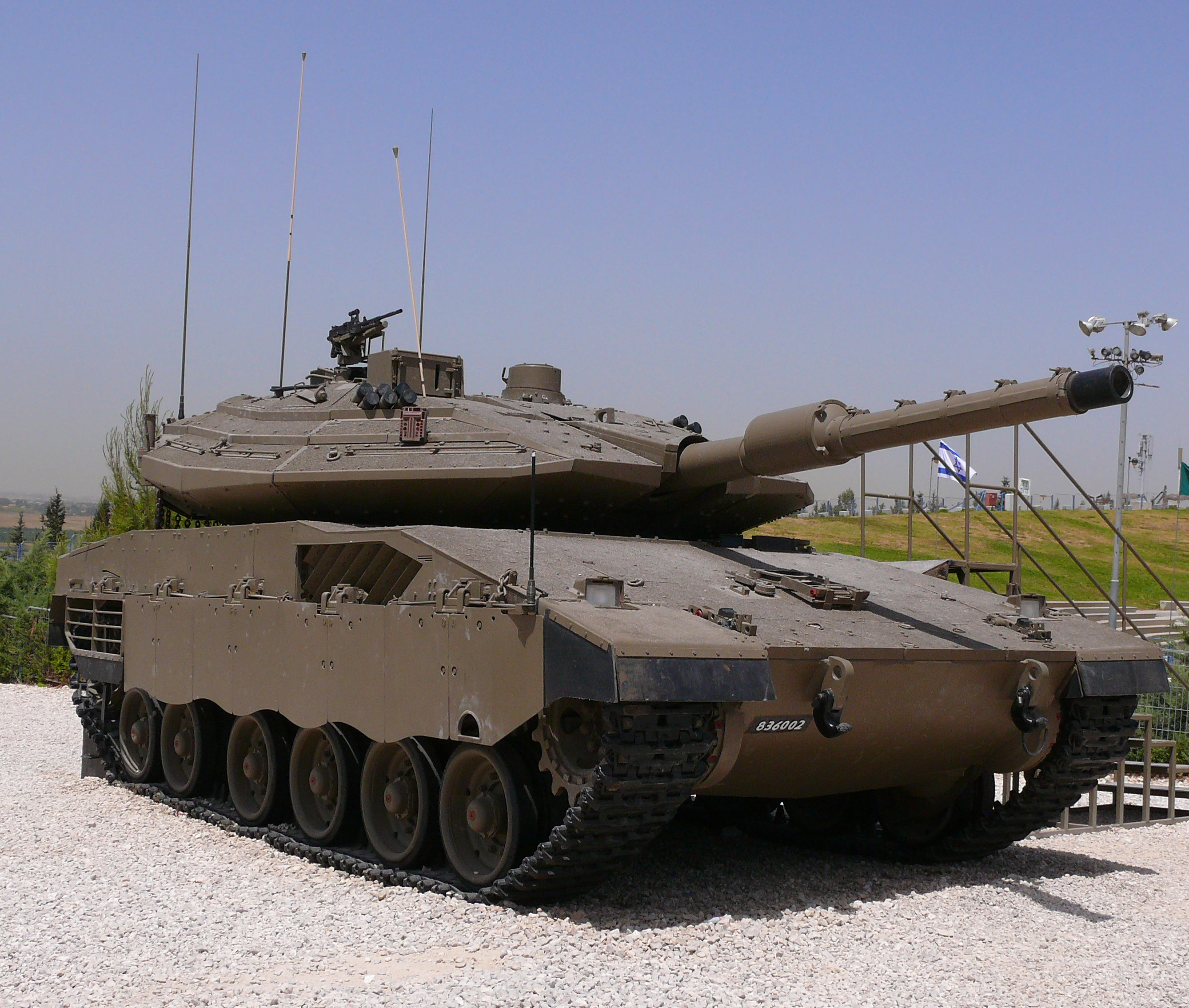
«Меркава» Mk.4 в Музее бронетанковых войск Израиля.

«Меркава Mk.4» был принят на вооружение в 2004 году. По версии американского военно-аналитического агентства Forecast International, танк «Меркава-4» на 2010 год является лучшим основным боевым танком в мире. 28 % деталей танка импортные, включая двигатель и трансмиссию. Подвеска танка пружинная (практически не используется в мире), но, обладая своими преимуществами, она определённо снижает точность стрельбы в движении. Позади имеется отсек для десанта (эвакуации раненых), что резко повышает эффективность танка в целом в условиях малоинтенсивных боёв, взамен снижая защищённость танка в силу «размазывания» брони на больший объём.
В 2005 году завершено перевооружение регулярной 401-й бригады на новые танки. С 2011 ведётся производство только Merkava Mk.4 BAZ (начатое в 2009). К 2013 году планировалось перевооружить на «Меркава Mk.4» ещё две бригады: регулярную 7-ю и резервистскую.
В июне 2010 года танк был рассекречен и выставлен на 10-й международной выставке вооружений и военной техники сухопутных войск и наземных средств ПВО «Евросатори 2010» в Париже в связи с поиском партнёра для дальнейшей модернизации.
Конструкция

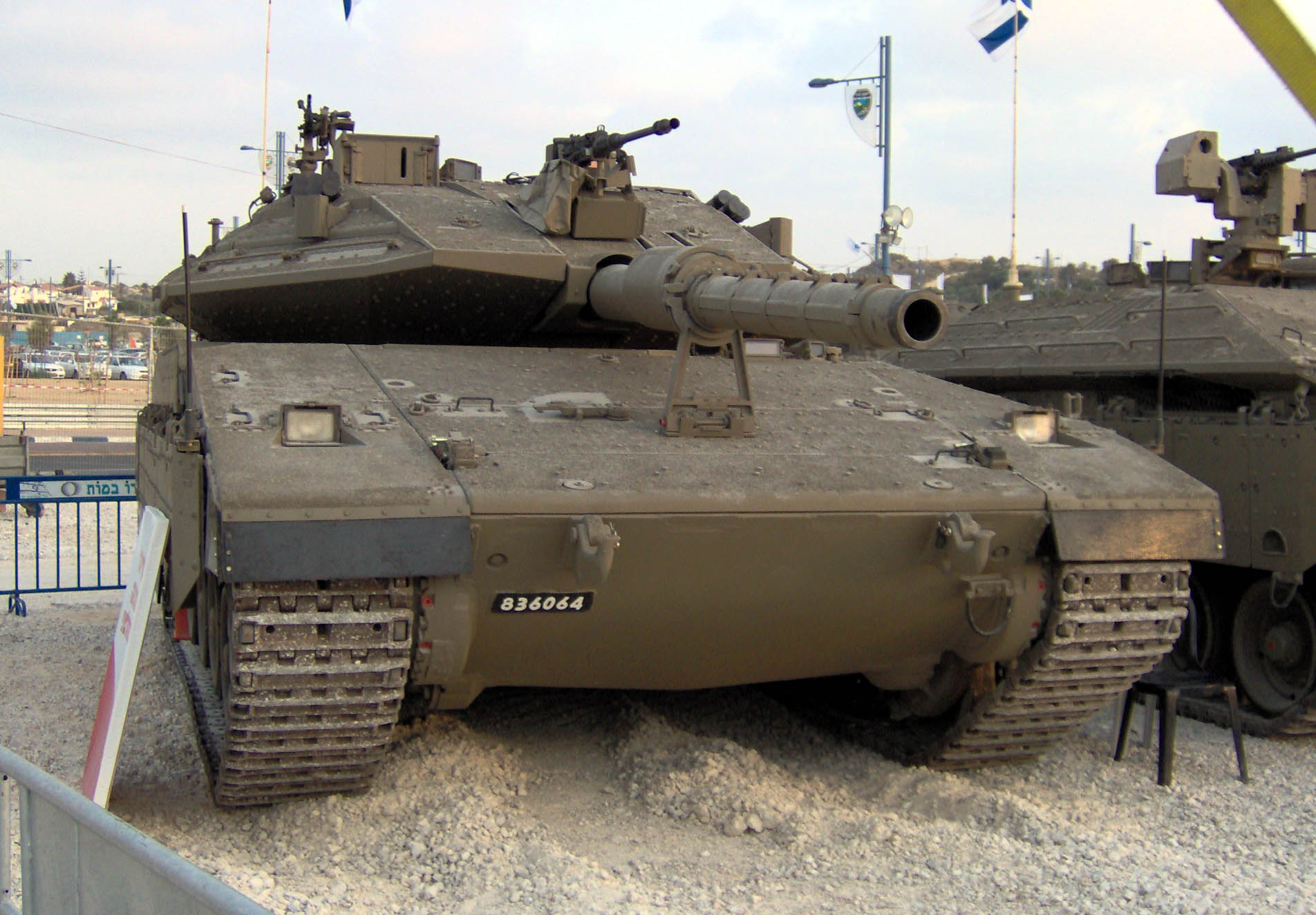
«Меркава» Mk.4

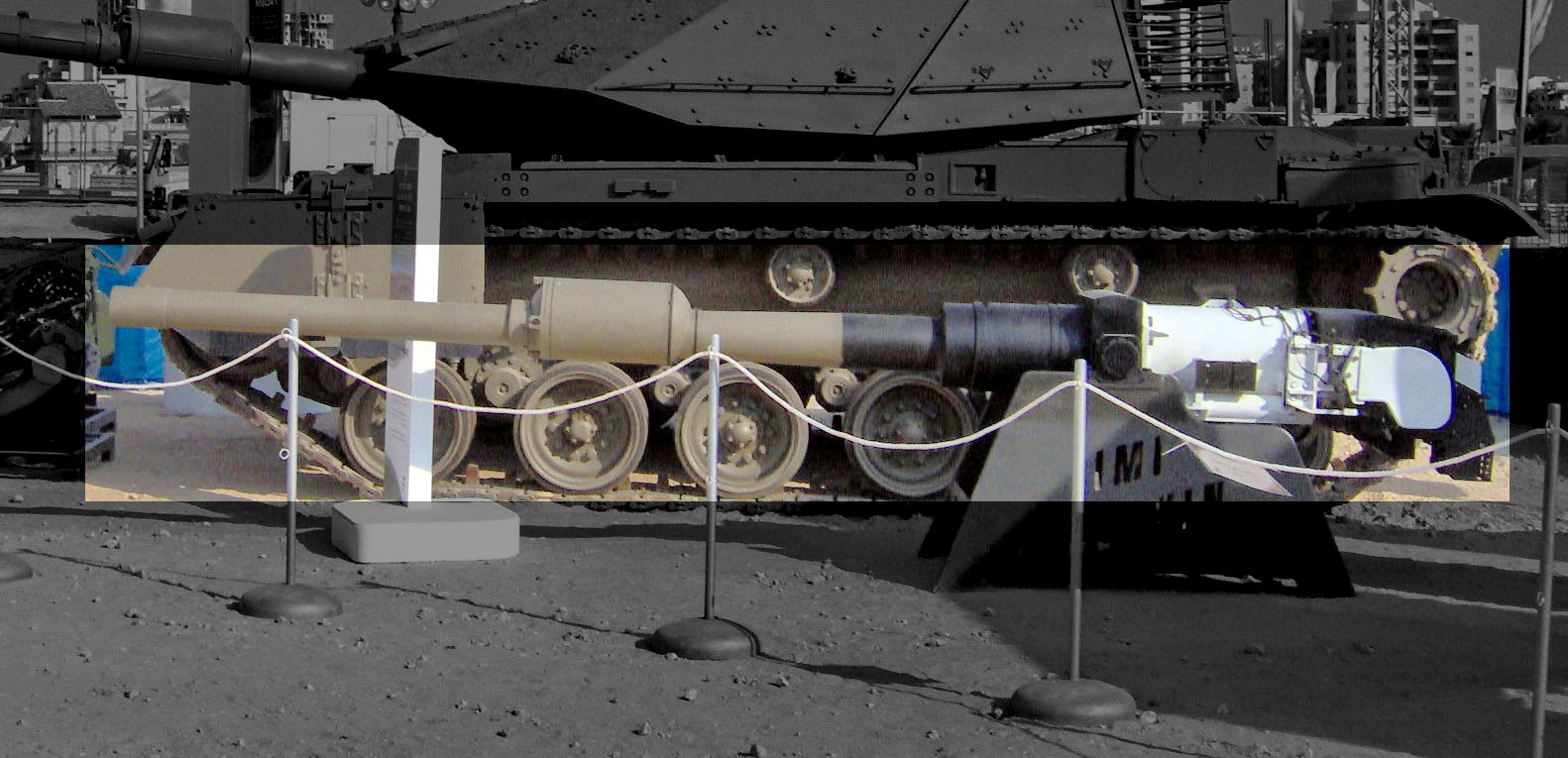
Новое орудие MG253

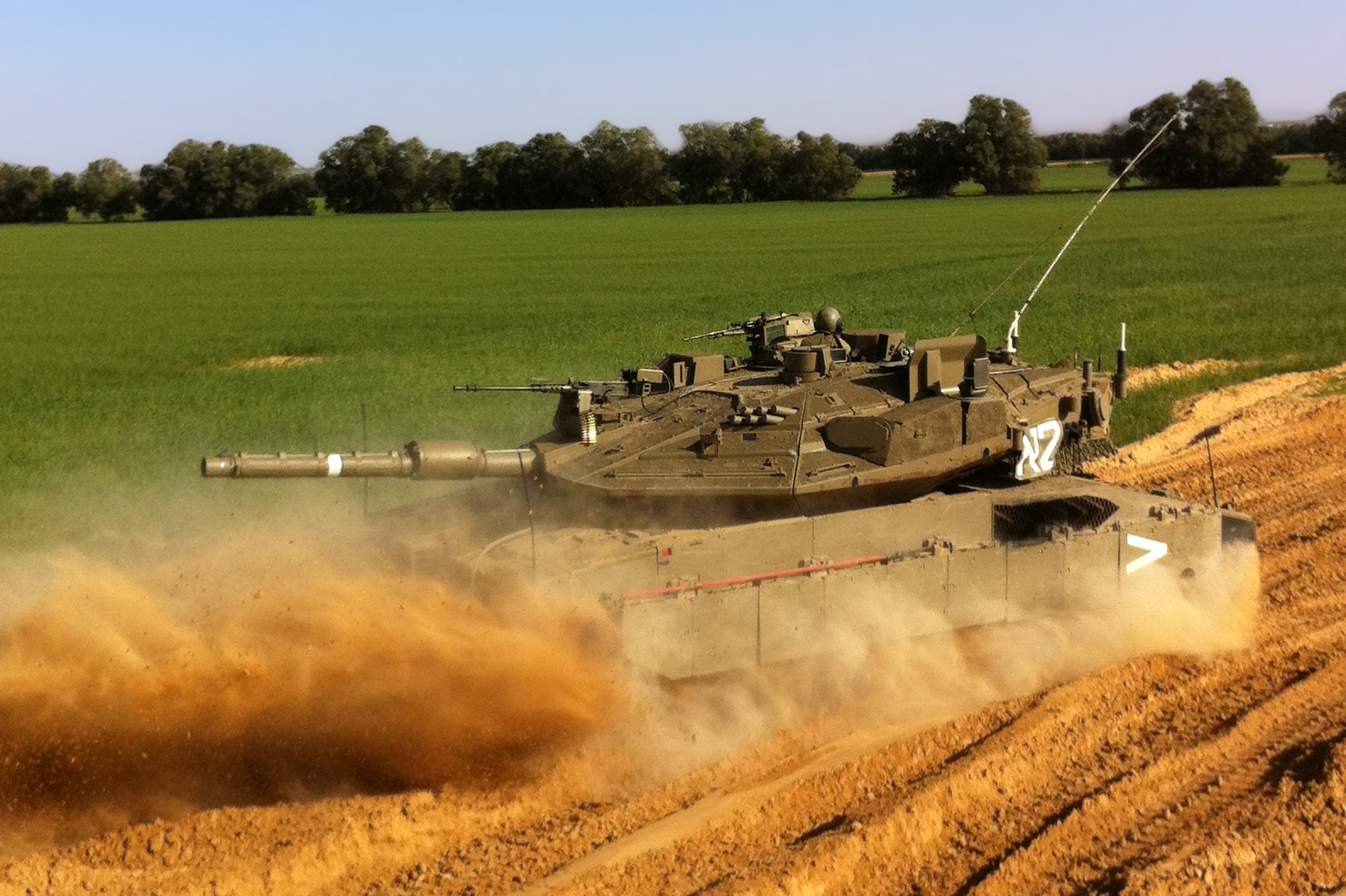
Танк «Меркава» Mk.4M 401-й бронетанковой бригады «Иквот ха-Барзель», оснащённый системой «Трофи», проводит патрулирование на границе с сектором Газа

В отличие от предыдущих моделей, оснащавшихся различными модификациями дизеля «Teledyne Continental Motors» AVDS-1790 с воздушным охлаждением, на «Меркава Mk.4» установлен дизель GD883 американской фирмы «General Dynamics» (лицензионное производство немецкого дизеля MTU883) с водяным охлаждением мощностью 1500 л. с. Двигатель выполнен в едином блоке с 5-скоростной автоматической трансмиссией Renk RK 325 немецкой фирмы Renk. В 2012 было заявлено что двигатель уже 9 лет имеет проблемы с надёжностью и требует извлечения на ремонт каждые 200 км пробега, эти данные активно перепечатывались авторитетными СМИ и на 2015 не были официально опровергнуты. В 2012 ЦАХАЛ заявил, что проблема была решена, не уточнив в каком году. Оборудование для преодоления водных преград отсутствует за ненадобностью, оборудования для возможности самоокапывания также нет.
Значительно изменилась конфигурация броневых модулей башни, орудие оснащено маской. Также значительно усилено бронирование крыши: габарит бронирования возрос и покрывает всю крышу, а не только переднюю часть, как на моделях Mk.3B и Mk.3D. В результате этих мер заряжающий был лишён люка, а массивный люк командира открывается только с помощью специального механизма. Убраны решётки забора воздуха на нишах (осталась только решётка выхлопа с правой стороны). Стальной лист с воздушным зазором усиливает стойкость к минам, клиренс сократился до 430 мм.
Верхняя лобовая деталь теперь лишена выпуклости, что улучшило обзор механика-водителя, кроме того, водитель получил видеокамеру заднего обзора. Прицел наводчика перенесён на крышу. Танк оснащён новым панорамным прицелом командира с независимым тепловизором и бортовой боевой информационно-управляющей системой «Цаяд» («Охотник»).
Модернизации подверглись миномёт и ходовая часть. Из соображений прочности лобового листа, был устранён люк механика-водителя.
На танке установлено новое орудие MG253 (вариант немецкой пушки Rh-120), рассчитанное на повышенное давление пороховых газов.
В нише башни за броневой перегородкой установили электрический барабанный механизм на 10 снарядов, подающий снаряды заряжающему (остальные 36 в кормовой части корпуса), каждый снаряд хранится в защитном чехле. Орудие позволяет вести стрельбу ракетами LAHAT.
После войны 2006 года было принято решение об оснащении танка комплексом активной защиты «Трофи» израильского производства, предназначенной для уничтожения угрожающих танку снарядов ПТРК/РПГ, что сделало Mk.4 первым зарубежным[где?] ОБТ с КАЗ. Танк изначально имел возможность установки активной защиты, но вследствие недостаточного финансирования не оснащался ею. Серийное производство танков, оснащённых КАЗ «Трофи» и получивших обозначение «Меркава Mk.4M», началось в конце 2008 года, а весной 2009-го они стали поступать в войска. На танке установлено 4 РЛС, обеспечивающих круговой обзор для КАЗ, её установка добавляет к стоимости танка 10 %, расчётная цена танка — 3,7 млн $ (на середину 2000-х); также имеется акустическое обнаружение огня снайперов. Стоимость «Трофи» — 0,2 млн $, масса при установке на Mk.4 — 771 кг.
1 марта 2011 года система активной защиты была успешно испытана в боевых условиях в районе сектора Газа. В июне 2012 было завершено оснащение 401-й бригады КАЗ «Трофи».
Перспективы
В 2012 году Минобороны сформировало группу во главе с бригадным генералом запаса Диди Бен-Йоашем, которая должна была отвечать за разработку «танка будущего» для Армии обороны Израиля. Руководителям оборонной промышленности и командованию сухопутными войсками было предложено высказать своё мнение по поводу того, как должен выглядеть этот танк. Предполагалось, что он будет легче, меньше, с автоматическим заряжанием и экипажем из двух человек и иметь в своём распоряжении модульную систему оружия, включающую различные его виды, в том числе ракеты. В сентябре 2013 года сайт Israel Defense сообщил, что Министерством обороны Израиля в рамках нового многолетнего плана развития ЦАХАЛа решено рассмотреть возможные альтернативы и не разрабатывать танк «Меркава» пятой модели, а продолжать производство «Меркава Mk.4». Последующим поколением будет не «Меркава-5», а танк с иными огневыми, защитными и двигательными характеристиками. Позднее было решено вернуться к МК 4.

### Модернизации
- «Меркава Mk.1B» (1983) — частичная модернизация уже построенных Mk.1 до уровня Mk.2. На корзину на корме башни навешен противокумулятивный экран в виде цепей с шарами; заменены бортовые экраны; СУО «Матадор Mk.1» модернизирована до уровня Mk.2 или Mk.2B. В то же время на башне нет дополнительного бронирования, 60-мм миномёт остался во внешнем исполнении (на правом борту башни), на корме корпуса нет корзин для имущества (выполняют роль противокумулятивных экранов).
- «Меркава Mk.2D» (1999) — модернизация ранее построенных «Меркава Mk.2B». Дополнительное бронирование корпуса и башни т. н. «бронёй четвёртого поколения» («Меркава Mk.1» имела броню первого поколения, Mk.2 — второго, а Mk.3 — третьего).[источник не указан 641 день]
- Кроме того, большинство резервистских «Меркава Mk.3» получили дополнительную броню крыши башни. А танки, имеющие возможность установки прицела «Баз», получили также и его.

### Машины на базе
- 155-мм самоходная гаубица «Шолеф» («опытный стрелок», также известна под наименованием «Slammer»[43]) — два опытных образца были построены компанией «Солтам» в 1984—1986, однако САУ не была принята на вооружение и серийно не производилась.
- БРЭМ «Намер» — создана на базе Mk.3, в серию не пошла.
- Тяжёлый бронетранспортёр «Намер» — разработка начата в 2006 году на шасси танка Mk.1, впоследствии перешли на шасси Merkava Mk.4 с двигателями от Mk.3, принят на вооружение ЦАХАЛ в 2008 году и серийно производится.

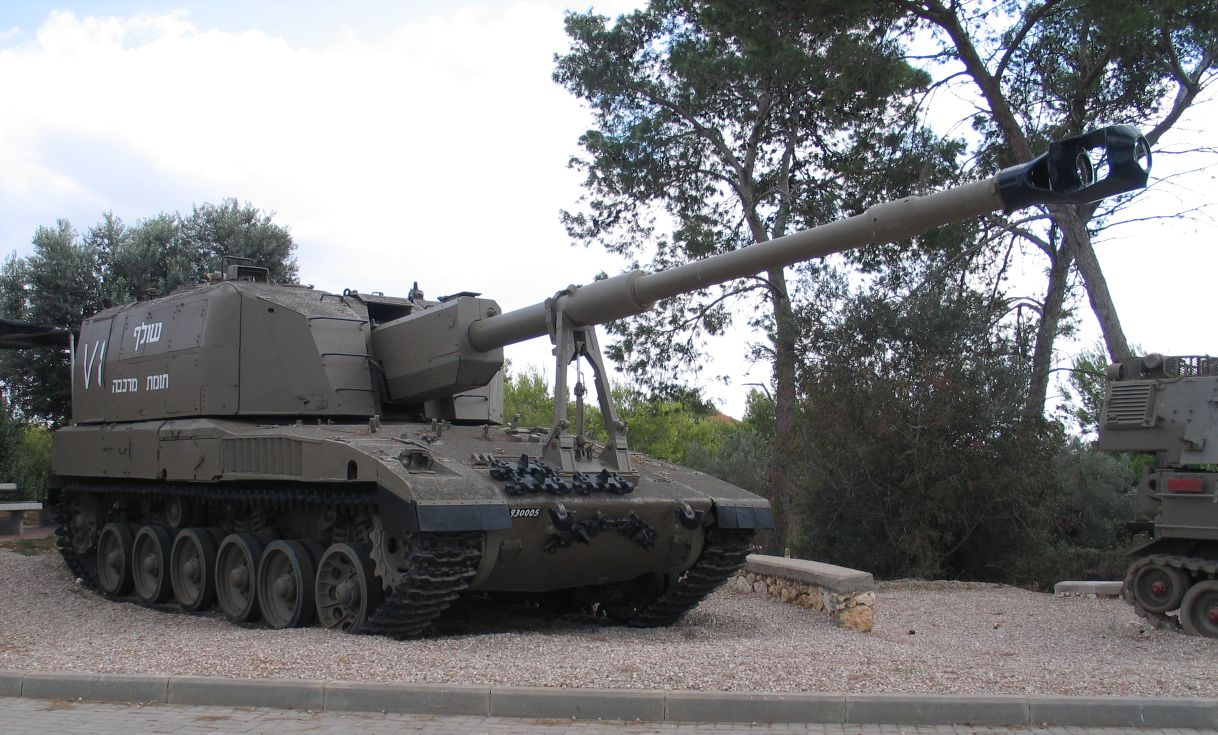
САУ «Шолеф»
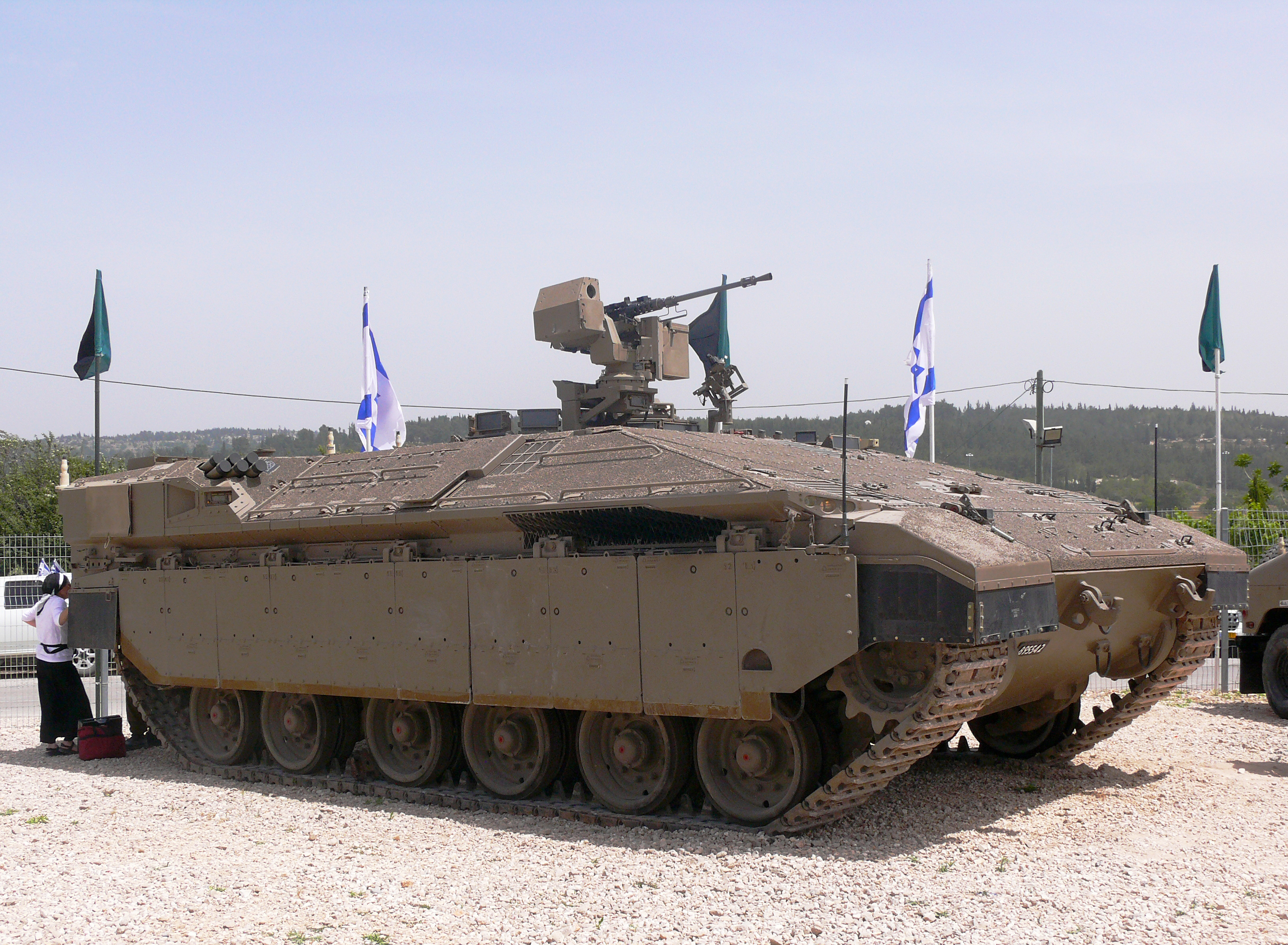
ТБТР «Намер»

## Тактико-технические характеристики
| Основные тактико-технические данные  | Меркава Mk.1                                                                                          | Меркава Mk.2                                                                                          | Меркава Mk.3 | Меркава Mk.4                                                                                             |
| ------------------------------------ | --- | --- | --- | --- |
| Год принятия на вооружение           | 1979                                                                                                  | 1983                                                                                                  | 1990 | 2004 |
| Боевая масса, т                      | 56 | 60 | 65 | 70 |
| Экипаж, чел.                         | 4 (10)                                                                                                | 4 (10)                                                                                                | 4 (10) | 4 (10)                                                                                                   |
| Удельная мощность, л. с./т           | 16,1                                                                                                  | 15 | 19 | 23,1 |
| Длина танка с пушкой вперёд, мм      | 8300                                                                                                  | 8300                                                                                                  | 9040 | 9040 |
| Длина корпуса, мм                    | 7450                                                                                                  | 7450                                                                                                  | 7600 | 7800 |
| Ширина по гусеничным лентам, мм      | 3720                                                                                                  | 3720                                                                                                  | 3720 | 3720 |
| Высота танка по крыше башни, мм      | 2660                                                                                                  | 2660                                                                                                  | 2660 | — |
| Длина опорной поверхности, мм        | 4520                                                                                                  | 4520                                                                                                  | — | — |
| Клиренс, мм                          | 530                                                                                                   | 530                                                                                                   | 530 | 530 |
| Максимальная скорость движения, км/ч | 56 | 56 | 60 | 65 |
| Запас хода по топливу, км            | 400                                                                                                   | 500                                                                                                   | 500 | 500 |
| Максимальный угол подъёма            | 30°                                                                                                   | 30°                                                                                                   | 30° | 30° |
| Ширина рва, м                        | 3 | 3 | 3 | 3 |
| Глубина брода, м                     | 1,38                                                                                                  | 1,38                                                                                                  | 1,38 | 1,38 |
| Тип брони                            | разнесённая                                                                                           | разнесённая + комбинированная                                                                         | модульная, комбинированная | модульная, комбинированная                                                                               |
| Танковая пушка                       | 105-мм нарезная M68                                                                                   | 105-мм нарезная M68                                                                                   | 120-мм гладкоствольная MG251 | 120-мм гладкоствольная MG253                                                                             |
| Спаренный с пушкой пулемёт           | 7,62-мм MAG                                                                                           | 7,62-мм MAG                                                                                           | 7,62-мм MAG | 7,62-мм MAG                                                                                              |
| Зенитный пулемёт                     | 2 × 7,62-мм MAG                                                                                       | 2 × 7,62-мм MAG                                                                                       | 2 × 7,62-мм MAG | 7,62-мм MAG                                                                                              |
| Угол горизонтального обстрела        | 360°                                                                                                  | 360°                                                                                                  | 360° | 360° |
| Угол возвышения                      | 20°                                                                                                   | 20°                                                                                                   | 20° | 20° |
| Угол снижения на нос танка           | 8,5°                                                                                                  | 8,5°                                                                                                  | 7,5° | — |
| Тип артиллерийского выстрела         | унитарный с металлической гильзой                                                                     | унитарный с металлической гильзой                                                                     | унитарный с частично сгорающей гильзой | унитарный с частично сгорающей гильзой                                                                   |
| Боекомплект, выстрелов               | 62 | 62 | 46 | 48 |
| Выстрелы первой очереди              | 6 в ящике на полу боевого отделения                                                                   | 6 в ящике на полу боевого отделения                                                                   | 5 в механическом барабане на полу боевого отделения                                                                                              | 10 в электрическом барабанном механизме в нише башни                                                     |
| Боекомплект, патронов                | 10 000                                                                                                | 10 000                                                                                                | 10 000 | 10 000                                                                                                   |
| Система управления огнём             | «Матадор-1»                                                                                           | «Матадор-2»                                                                                           | «Матадор-3» или «Баз» | усовершенствованный «Баз»                                                                                |
| Стабилизатор танкового вооружения    | 2-плоскостной гидравлический                                                                          | 2-плоскостной гидравлический                                                                          | 2-плоскостной электрический | 2-плоскостной электрический                                                                              |
| Прицел-дальномер                     | комбинированный перископический, с пассивным ночным каналом и лазерным дальномером                    | комбинированный перископический, с пассивным ночным каналом или тепловизором и лазерным дальномером   | стабилизированный в 2 плоскостях, комбинированный перископический, с тепловизором и лазерным дальномером                                         | стабилизированный в 2 плоскостях, комбинированный перископический, с тепловизором и лазерным дальномером |
| Прицел командира                     | перископический с отводом от прицела наводчика                                                        | перископический с отводом от прицела наводчика                                                        | перископический с отводом от прицела наводчика или стабилизированный в 2 плоскостях, перископический комбинированный, с пассивным ночным каналом | стабилизированный в 2 плоскостях, перископический комбинированный, с тепловизионным ночным каналом       |
| Двигатель                            | 12-цилиндровый четырёхтактный дизель воздушного охлаждения AVDS-1790-5A (Teledyne Continental AV1790) | 12-цилиндровый четырёхтактный дизель воздушного охлаждения AVDS-1790-5A (Teledyne Continental AV1790) | 12-цилиндровый четырёхтактный дизель воздушного охлаждения AVDS-1790-9AR (Teledyne Continental AV1790)                                           | 12-цилиндровый четырёхтактный дизель водяного охлаждения GD883                                           |
| Мощность двигателя, л. с.            | 900                                                                                                   | 900                                                                                                   | 1200 | 1500 |
| Вместимость топливных баков, л       | 1100                                                                                                  | 1400                                                                                                  | 1400 | 1400 |
| Трансмиссия                          | «Аллисон» CD-850-6B, полуавтоматическая гидромеханическая, с гидрообъёмным механизмом поворота        | «Ашот», автоматическая гидромеханическая, с гидрообъёмным механизмом поворота                         | «Ашот», автоматическая гидромеханическая, с гидрообъёмным механизмом поворота                                                                    | Renk RK 325, автоматическая гидромеханическая, с гидрообъёмным механизмом поворота                       |
| Количество передач, вперёд/назад     | 2/1                                                                                                   | 4/3                                                                                                   | 4/3 | 5/4 |
| Ходовая часть                        | с передним расположением ведущих колёс                                                                | с передним расположением ведущих колёс                                                                | с передним расположением ведущих колёс | с передним расположением ведущих колёс                                                                   |
| Гусеничная лента                     | ОМШ                                                                                                   | ОМШ                                                                                                   | ОМШ | ОМШ |
| Количество траков                    | 110                                                                                                   | 110                                                                                                   | 110 | 110 |
| Ширина трака, мм                     | 640                                                                                                   | 640                                                                                                   | 660 | 660 |
| Тип амортизации опорного катка       | наружная                                                                                              | наружная                                                                                              | наружная | наружная                                                                                                 |
| Диаметр опорного катка, мм           | 790                                                                                                   | 790                                                                                                   | 790 | 790 |
| Система подрессоривания              | индивидуальная, пружинная с гидравлическими амортизаторами                                            | индивидуальная, пружинная с гидравлическими амортизаторами                                            | индивидуальная, пружинная с гидравлическими амортизаторами                                                                                       | индивидуальная, пружинная с гидравлическими амортизаторами                                               |
| Амортизаторы                         | телескопические гидравлические                                                                        | телескопические гидравлические                                                                        | роторные гидравлические | роторные гидравлические                                                                                  |

| Серия                                | Т-90 «Владимир»    | Т-84       | M1 Abrams         | Leopard 2    | Leclerc            | Challenger 2     | C1 Ariete | PT-91 Twardy    |
| ------------------------------------ | ------------------ | ---------- | ----------------- | ------------ | ------------------ | ---------------- | --------- | --------------- |
| Внешний вид                          |                    |            |                   |              |                    |                  |           |                 |
| Год принятия на вооружение           | 1992               | 2000       | 1980              | 1979         | 1992               | 1998             | 1995      | 1995            |
| Современная модификация              | Т-90М «Прорыв»     | БМ «Оплот» | M1A2 Abrams SEPv3 | Leopard 2А7V | Leclerc SXXI       | Challenger 2 TES | C1 Ariete | PT-91M Pendekar |
| Год принятия современной модификации | 2020               | 2009       | 2020              | 2014         | 2009               | 1998             | 1995      | 2010            |
| Боевая масса, т                      | 48                 | 51,0       | 66,8              | 67,5         | 57,4               | 75               | 54,0      | 45,5            |
| Экипаж                               | 3                  | 3          | 4                 | 4            | 3                  | 4                | 4         | 3               |
| Калибр пушки, мм                     | 125                | 125        | 120               | 120          | 120                | 120              | 120       | 125             |
| Панорамный прицел                    | Калина             | ПНК-6      | есть              | PERI-R-12    | SFIM VS-580        | SFIM VS-580      | ATTILA    | Sagem VIGY 15   |
| Управляемое вооружение               | Рефлекс-М, Инвар-М | Комбат     | нет               | нет          | нет                | нет              | нет       | нет             |
| Боекомплект, выстрелов               | 40                 | 46         | 42                | 42           | 40                 | 52               | 42        | 40              |
| Скорострельность, выстр/мин          | 8                  | 8          | 8                 | н/д          | 12                 | н/д              | н/д       | 7               |
| Автомат заряжания                    | карусель           | карусель   | нет               | нет          | ленточный конвейер | нет              | нет       | карусель        |
| Динамическая защита                  | Реликт             | Дуплет     | TUSK ARAT         | есть         | нет                | ROMOR            | PSO/WAR   | ERAWA           |
| Активная защита                      | Арена              | Заслон     | Трофи             | MUSS         | н/д                | н/д              | н/д       | нет             |
| КОЭП                                 | Афганит            | Варта      | AN/VLQ-6 MCD      | MUSS         | н/д                | н/д              | н/д       | OBRA-3          |
| Мощность двигателя, л. с.            | 1130               | 1200       | 1500              | 1500         | 1500               | 1200             | 1300      | 1000            |
| Удельная мощность, л. с./т           | 23,5               | 23,5       | 20,3              | 22,2         | 27,5               | 19,2             | 24,1      | 22,0            |
| Максимальная скорость, км/ч          | 70                 | 70         | 67                | 72           | 72                 | 59               | 65        | 65              |
| Скорость заднего хода, км/ч          | 15                 | 30         | 40                | 31           | 38                 | 35               | 20        | 5               |
| Запас хода по шоссе, км              | 550                | 500        | 425               | 450          | 550                | 400              | 600       | 480             |
| Всего выпущено шт.                   | ~4000              | ~70        | ~10400            | ~3600        | ~860               | ~450             | ~200      | ~280            |
| Стоимость ~                          | $2,9 млн           | $6,65 млн  | $8 млн            | $15 млн      | $16 млн            | $5,5 млн         | $8 млн    | $9 млн          |

| Серия                                | Merkava                 | Arjun     | Al-Khalid   | Karrar         | Songun-ho        | K2 Black Panther   | Type 99  | Type 10                     |
| ------------------------------------ | ----------------------- | --------- | ----------- | -------------- | ---------------- | ------------------ | -------- | --------------------------- |
| Внешний вид                          |                         |           |             |                |                  |                    |          |                             |
| Год принятия на вооружение           | 1979                    | 2004      | 2001        | 2020           | 2010             | 2014               | 2001     | 2012                        |
| Современная модификация              | Merkava Mark IV «Barak» | Arjun MK1 | Al-Khalid I | Karrar         | Songun-ho II     | K2 Black Panther   | 99А2     | Type 10                     |
| Год принятия современной модификации | 2023                    | 2011      | 2020        | 2020           | 2015             | 2014               | 2011     | 2012                        |
| Боевая масса, т                      | 70,0                    | 58,5      | 48,0        | 51,0           | 44               | 55,0               | 58,0     | 44,0                        |
| Экипаж                               | 4                       | 4         | 3           | 3              | 4                | 3                  | 3        | 3                           |
| Калибр пушки, мм                     | 120                     | 120       | 125         | 125            | 125              | 120                | 125      | 120                         |
| Панорамный прицел                    | есть                    | есть      | есть        | есть           | н/д              | есть               | есть     | есть                        |
| Управляемое вооружение               | LAHAT                   | LAHAT     | нет         | есть           | Bulsae-3, Игла-1 | KSTAM              | Рефлекс  | нет                         |
| Боекомплект, выстрелов               | 48                      | 39        | 39          | н/д            | н/д              | 40                 | 41       | н/д                         |
| Скорострельность, выстр/мин          | н/д                     | 6—8       | 8           | н/д            | н/д              | 15                 | 7        | н/д                         |
| Автомат заряжания                    | нет                     | нет       | карусель    | карусель       | нет              | ленточный конвейер | карусель | ленточный конвейер          |
| Динамическая защита                  | есть                    | нет       | есть        | встроенная ERA | есть             | есть               | есть     | нет                         |
| Активная защита                      | Трофи                   | нет       | Варта       | н/д            | нет              | есть               | JD-3     | н/д                         |
| Мощность двигателя, л. с.            | 1500                    | 1400      | 1200        | 1000           | 1200             | 1500               | 1500     | 1200                        |
| Удельная мощность, л. с./т           | 21,5                    | 23,9      | 25,0        | 19,6           | 27,3             | 27,3               | 25,9     | 27,3                        |
| Максимальная скорость, км/ч          | 64                      | 70        | 70          | 70             | 70               | 70                 | 76       | 70                          |
| Скорость заднего хода, км/ч          | 25                      | 15        | 30          | 30             | 5                | 40                 | 33       | 70(реверсивная трансмиссия) |
| Запас хода по шоссе, км              | 500                     | 450       | 500         | 500            | 450              | 450                | 450      | 500                         |
| Всего выпущено шт.                   | ~2000                   | ~200      | ~900        | ~800           | ~700             | ~400               | ~1200    | ~117                        |
| Стоимость ~                          | $6 млн                  | $9,2 млн  | $9 млн      | $9 млн         | $2 млн           | $9 млн             | $2,5 млн | $12 млн                     |

## Операторы
- Израиль: около 400 Merkava MkIV (ещё около 700 Merkava MkIII и около 200 Merkava MkIV на хранении) по состоянию на 2023 год[59].
- Сингапур: в июне 2014 года был заключён контракт на поставку 50 новых Merkava Mk.4 на общую сумму $500 млн[60].

### Потенциальные операторы
- Кипр: обсуждается покупка танков Merkava Mk.3[61].

## В музеях
- Иордания: один танк передан Израилем Иордании в музей в Аммане[62].

## Боевое применение

### Ливанская война 1982 года
«Боевое крещение» танки получили во время Ливанской войны в 1982 году. Всего Израиль в ту войну задействовал около 1000 танков, из них 200 танков «Меркава Mk.1» в 6 батальонах («Меркавы» были задействованы почти все от имеющихся). Два батальона «Меркава Mk.1» в составе 252-й дивизии воевали на восточном направлении против сирийцев, остальные батальоны в составе 91-й и 36-й дивизии воевали на западном и центральном направлениях против ООП. По мнению зарубежных[где?] экспертов, боевые машины показали высокую эффективность, особенно в плане обеспечения защиты экипажей. Большое пространство боевого отделения позволило использовать танки для перевозки раненых с поля боя.По данным израильского военно-исторического журнала «Ширьон» за время войны 34 танка «Меркава» было выведено из строя, из которых 7 было потеряно безвозвратно.
8 июня у Джеззина как минимум одна Меркава была выведена из строя огнём Т-62, весь экипаж 4 танкиста погиб.
9 июня в ходе инцидента у Аин-А-Тина — перестрелке танков 196-го и 198-го батальонов, израильские танки Магах уничтожили 1 или 2 «Меркавы», в свою очередь «Меркавы» уничтожили 5 израильских M60. Об уничтожении одной Меркавы огнём M60 известно точно, вторую видели сгоревшей в этом месте на следующий день[уточнить].
10 июня, по израильским данным танками «Меркава» в бою у Джуб-Джунина было уничтожено 12 сирийских Т-62, при этом 2 «Меркавы» были уничтожены огнём Т-62.
12 июня началось окружение Бейрута. 15 июня при прощупывании подступов к столице в н.п. Кфар Сил произошёл танковый бой батальона танков «Меркава» и батальона сирийских танков Т-55 85-й механизированной бригады. В ходе продолжительного боя израильтянам удалось разгромить батальон и прорвать заслон к столице.
Имели место танковые бои с сирийскими Т-62, Т-55 и БМП-1, а также с израильскими M60. Существует неоднозначность мнений относительно боёв между «Меркавами» и сирийскими Т-72. Израильские источники сообщают об уничтожении около десятка Т-72, при этом другие израильские источники уточняют, что, возможно, СМИ неправильно описали ход боя — танковая колонна Т-72 попала в засаду из ПТРК и потеряла 9 танков; после того как бой закончился, к его месту подъехали «Меркавы» 77-го батальона, и по ошибке на их счёт записали сирийские танки. С другой стороны, некоторые российские источники утверждают, что было уничтожено значительное количество «Меркав» без единой потери со стороны Т-72, что противоречит данным Ури Лейзина, подробно изучавшего этот вопрос, согласно которым «Меркава» и Т-72 ни разу не встречались в бою в ходе этой войны.
В танковых боях, где подбиты «Меркавы», согласно одним данным, эффективные системы пожаротушения не допускали возгорания при пробитии брони, по израильским же данным, от попаданий танковых снарядов «Меркавы» и загорались, и детонировали.

### 1997—2002

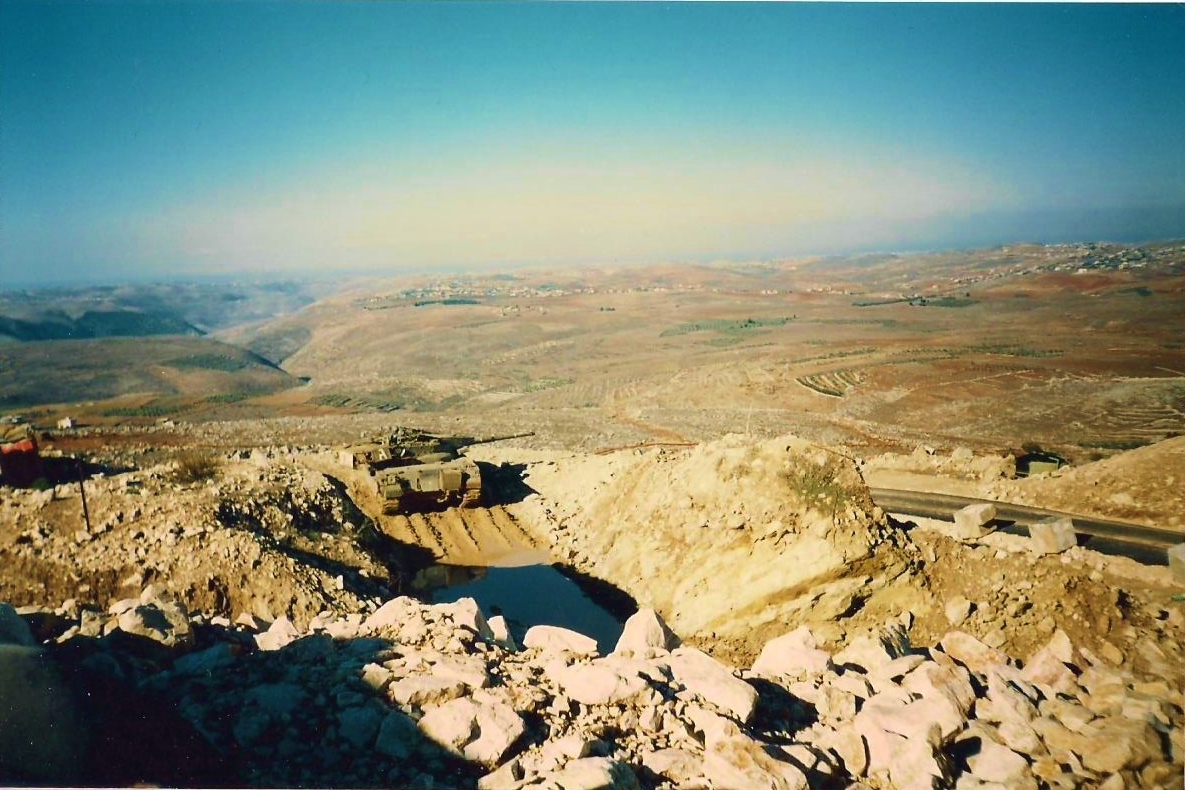
«Меркава-2» возле крепости Бофор в Южном Ливане. 1995 год

Во время конфликта в Южном Ливане осенью 1997 года, три танка «Меркава-3» было подбито с помощью ПТУР «Фагот», 2 члена экипажа погибло.
14 февраля 2002 года «Меркава-3» была уничтожена в результате подрыва на мощном фугасе вблизи дороги Карми-Нецарим в Секторе Газа. Трое из четырёх членов экипажа погибли. 14 марта 2002 года в этом районе была уничтожена другая «Меркава Mk.3», 3 из 4 членов экипажа погибли. Третья «Меркава» Mk.2 была уничтожена 5 сентября, возле Гуш-Катифа, 1 член экипажа погиб и 3 ранены.

### Вторая ливанская война 2006 года

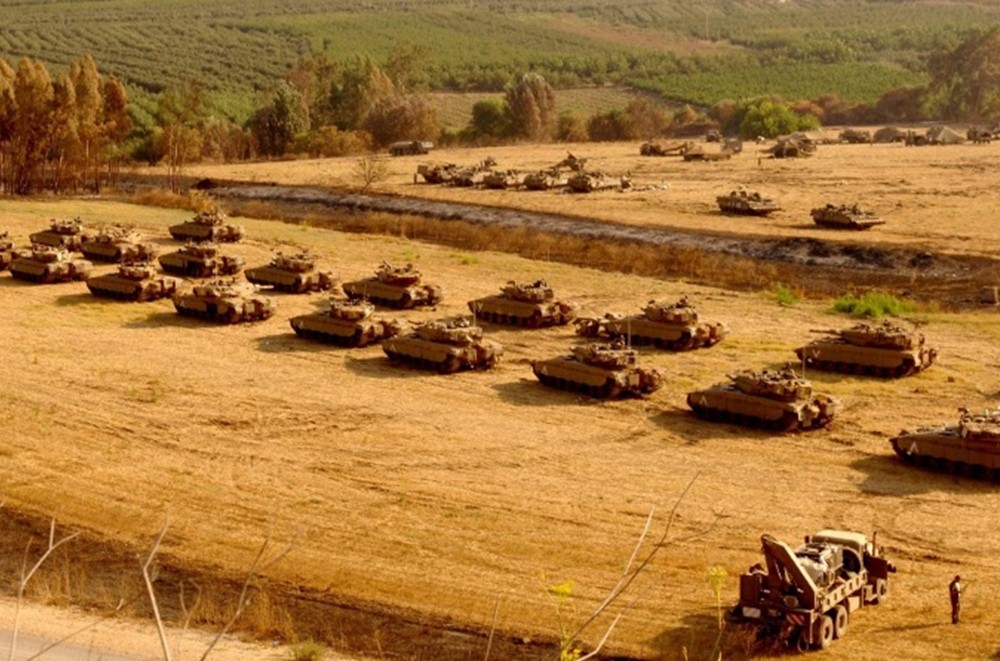
«Меркавы» в ходе второй Ливанской войны в 2006 году

Танки «Меркава Mk.2», «Меркава Mk.3», «Меркава Mk.4» также участвовали во Второй ливанской войне в 2006 году. Всего в конфликте было задействовано 350—400 танков «Меркава» различных моделей. Танки использовались главным образом как средство поддержки пехоты и для эвакуации раненых с поля боя. 12 июля, в первый же день боевых действий, один танк «Меркава Mk.2» был уничтожен при подрыве на мощном взрывном устройстве на территории Ливана в ходе преследования боевиков «Хезболлы», захвативших израильских солдат.
Наибольшие потери Израиль понёс 12 августа, в ходе наступления 401-й бригады, оснащённой танками «Меркава Mk.4», через речку Салуки в направлении деревни Рандурия. Также, в ходе данного манёвра был зарегистрирован первый подтверждённый случай применения ПТРК «Корнет-Э». Из 24 участвовавших в наступлении танков были подбиты противотанковыми ракетами 11, восемь членов экипажей танков погибли.
В общей сложности боевые повреждения получили 48-52 танка «Меркава» (от 350—400). Из этого числа 45 танков поражены ПТУР и гранатами РПГ. В танки попала 51 ракета.
В 24 случаях (47—50 % от числа попаданий) кумулятивная струя пробила броню танков. В остальных случаях где броня не была пробита танки получили очень серьёзные повреждения. Погиб 31 боец бронетанковых войск, в т. ч. 30 танкистов (есть источники с меньшими цифрами, до 13), как минимум в 4 случаях в «Меркавах» при попадании погибал весь экипаж. Около 100 танкистов получили ранения. Кроме того, от попаданий ПТУР в БТТ погибло ещё 4 солдата — 3 в бульдозерах D9 и 1 в тяжёлом БТР «Пума».
Танки «Меркава», особенно новейшие Mk.4, показали отличную устойчивость к боевым поражениям, в 18 подбитых Mk.4, броня была пробита в шести. В среднем в каждом танке, броня которого была пробита, погиб 1 танкист, а боекомплект, по-видимому, сдетонировал всего в 3 танках из 24 с пробитой бронёй.
Пять танков признано неремонтопригодными: два подорванных на фугасах и три поражённых ПТУР (по одному «Меркава-2», «Меркава-3» и «Меркава-4»). По различным оценкам, по бронетехнике за весь конфликт было выпущено от 100 ПТУР до 500—1000 ПТУР и гранат РПГ. Однако, точно лишь известно, как указывалось выше, было 51 попадание в танки ракет и гранат.

#### Другие оценки
По сообщению принадлежащей Хезболле радиостанции «Ан-Нур», израильские данные о потерях были сильно занижены. Агентство «РИА Новости» под одноимённым заголовком также привело сообщение «Ан-Нур», согласно которому не указанный «распространённый в дипломатических представительствах в Ливане американский доклад утверждает, что официально объявленные Израилем данные о потерях в Ливане очень сильно занижены», и Израиль на самом деле потерял 164 танка «Меркава». Кроме того, в докладе якобы утверждалось, что «американские военные лётчики принимали участие в бомбардировках южных пригородов Бейрута и других районов страны, управляя стоящими на вооружении у израильских ВВС самолётами типа Ф-16 производства США»

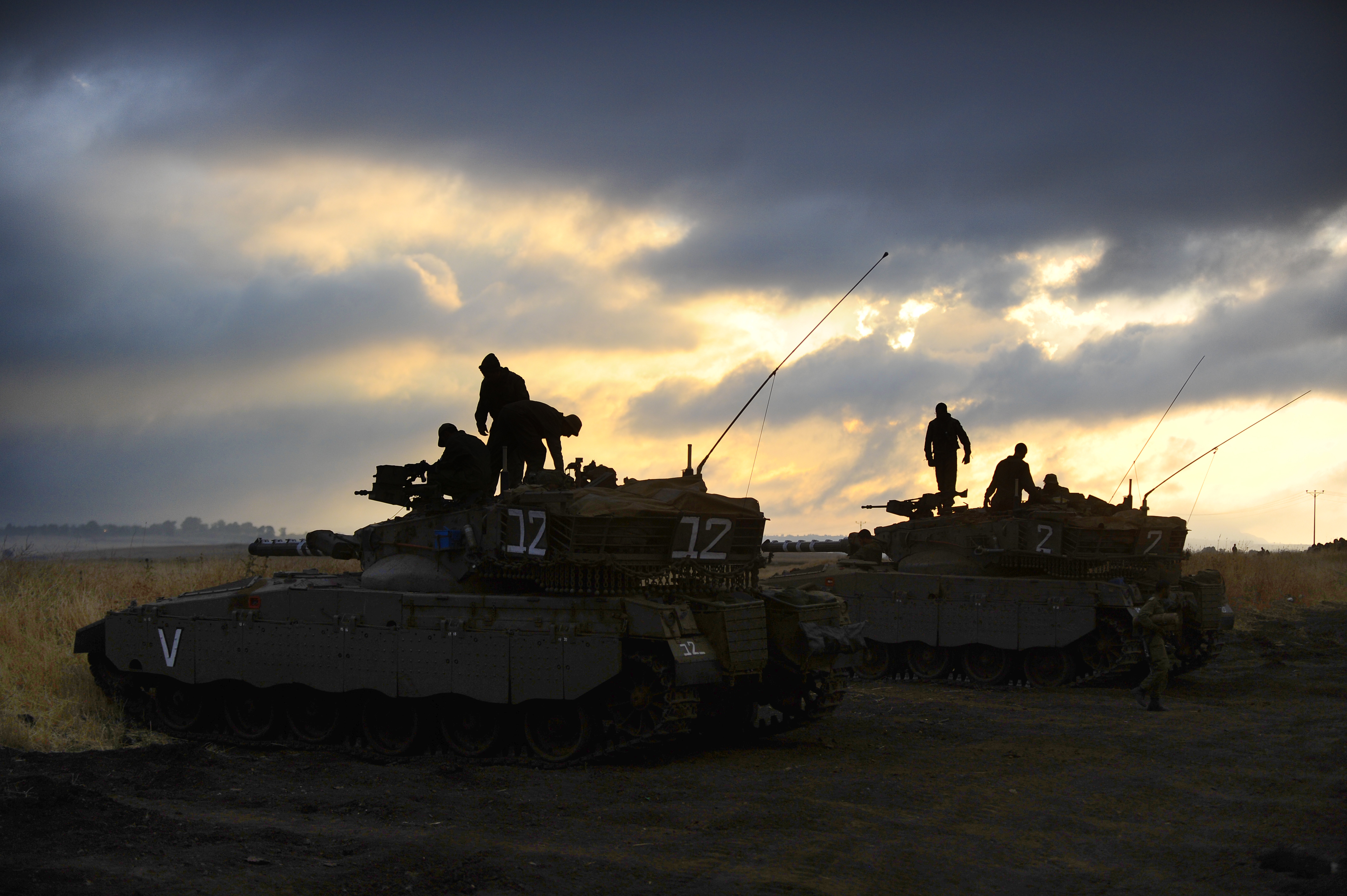
Меркавы 2 7-й бронетанковой бригады «Саар ми-Голан» на учениях 22 мая 2012 совместно с личным составом 933-й мотопехотной бригады «Нахаль».

А. Цыганок, упоминая тот же «американский доклад», приводит данные о 64 «потерянных» танках, и продолжает: «По другим западным источникам, в ходе войны было подбито от 46 до 50 основных танков, в том числе 18 современных „Меркав“ (из 400 задействованных в боях) и 14 бронетранспортеров»

### После 2006-го
В июне 2007 года в районе Газы в результате «плотного огня РПГ» была подбита «Меркава-4». Броня танка отразила большинство выстрелов, однако в итоге ему был причинён значительный ущерб, два танкиста получили лёгкие осколочные ранения. 
В декабре 2010 года в Газе «Меркава-3» была подбита ракетой АТ-14 «Корнет»; ракета пробила броню, однако не нанесла ущерба экипажу танка.
1 марта 2011 года «Меркава», оснащённая КАЗ «Трофи», прошла первое боевое крещение — палестинцы, находившиеся в непосредственной близости от пограничного ограждения с Сектором Газа, обстреляли с короткого расстояния из РПГ танк 9-го батальона 401 бригады, который проводил патрулирование на границе с сектором. Система «Трофи» моментально зафиксировала выстрел и выпустила средства нейтрализации, в результате чего ракета взорвалась в воздухе на безопасном расстоянии. Ни танку, ни танкистам не был причинён ущерб. Танк выпустил по нападавшим снаряд, при взрыве которого один из них был ранен
20 марта 2011 система «Трофи» «на подлёте» уничтожила ракету, выпущенную по израильскому танку к востоку от Газы.
В 2014 г. КАЗ «Трофи» был задействован не менее 16 раз, поражения брони не отмечалось.
7 октября 2023 года, в ходе вторжения боевиков ХАМАС в Израиль, было потеряно 2 танка Merkava Mk4. Экипаж одной из машин погиб, судьба экипажа другой машины неизвестна. Один танк был уничтожен гранатой, сброшенной с БПЛА. Ещё один танк загорелся после поражения советской гранатой ПГ-7ВР. При этом, на обоих танках КАЗ «Трофи» активен не был.

## Оценки проекта
В обзорной статье в журнале «Популярная механика» (№ 2, от февраля 2011 года) назван одним из лучших танков в мире, и в то же время — самым неэкспортируемым. На 2006 год, по оценке организации Forecast International (ведущий аналитик мирового рынка вооружений), относится к категории самых высокотехнологичных танков в мире наряду с американским M1A2 Abrams, итальянским Ariete 2, французским AMX Leclerc, британским Challenger 2 и немецким «Леопард-2».
14.11.2018 в статье The National Interest о гипотетической встрече с российским танком Т-14 «Армата», Merkava IVm был оценён как «великолепный танк», имеющий расширенные опции живучести, такие как модульная броня, а также потенциал для модернизации. При этом отмечается, что Т-14 мобильнее и может предложить лучшую защиту для своего экипажа, чем танк Merkava, который, в свою очередь, является более живучей машиной, чем «Леопард-2» или Abrams.
21.04.2019 в статье журнала «Популярная механика» КАЗ «Трофи», которым оснащаются танки Merkava, был оценён как один из лучших в мире, так как эффективность его доказана в реальных боевых действиях против гранатомётов и ПТРК, в отличие от остальных подобных систем. По утверждению Александра Плеханова, Trophy HV делает танки Merkava практически неуязвимыми для противотанковых ракет и гранат, но недостаток Trophy в том, что комплекс бессилен против современных снарядов, летящих со скоростью 1500−1700 м/с, что превышает предел реакции системы для выстрела контрбоеприпаса.